# India británica
La India británica constituyó el régimen colonial instaurado por el Imperio británico en el subcontinente indio desde 1858 hasta 1947. Este periodo también es conocido bajo el nombre de Raj británico. Su territorio se encuentra repartido en la actualidad entre los Estados modernos de Birmania, Pakistán, Bangladés e India. Contaba, además, con entidades políticas que se encontraban gobernadas por dinastías monárquicas originarias de la región bajo tutela británica; estas eran los Estados principescos. 
La India británica fue miembro fundador de la Liga de las Naciones, participó en las olimpiadas de verano de 1900, 1920, 1928, 1932 y 1936, y además en 1945 fue miembro fundador de las Organización de las Naciones Unidas en San Francisco (California).
Los cimientos de esta estructura colonial comenzaron el 28 de junio de 1858. Después del fracaso de la masiva rebelión ocurrida en 1857 por parte de la población local contra el régimen de la Compañía Británica de las Indias Orientales que gobernaba territorios del subcontinente como empresa privada, el Gobierno británico pasó a gobernar directamente los territorios de la Compañía desde Londres. La Reina Victoria, monarca que regía Gran Bretaña en aquel entonces, fue proclamada «emperatriz de la India» en 1876. El régimen colonial británico llegaría a su fin en 1947, dos años después del fin de la Segunda Guerra Mundial, con la división del virreinato hindú en dos entidades políticas: la Unión de la India (renombrada en 1950 como República de India) y el dominio de Pakistán (renombrada como República Islámica de Pakistán en 1956). 
El actual país de Birmania también se encontraba dentro de este régimen colonial británico: las zonas costeras del sur se encontraban ya bajo dominio inglés para 1858, mientras que las cordilleras del norte fueron adheridas al territorio colonial en 1886. Estas dos regiones fueron fusionadas en una sola provincia autónoma, la cual era gobernada desde Nueva Delhi hasta 1937. A partir de ese año, la provincia fue separada de la India británica y se convirtió en una colonia bajo control directo de Londres hasta su independencia en 1947. 
Según varios estudios, se estima que la colonización británica causó entre 100 y 165 millones de muertes provocadas en la India debido al empobrecimiento de la población y a la prevalencia de hambrunas de mayor frecuencia y mortalidad.

## Extensión geográfica
La India británica se extendía por casi toda la actual India, Pakistán y Bangladés, a excepción de las pequeñas posesiones de otros países europeos, como Goa y Pondicherry. Además en varias ocasiones, incluyó Adén (de 1858 a 1937), Baja Birmania (de 1858 a 1937), Alta Birmania (de 1886 a 1937), Somalilandia Británica (brevemente de 1884 a 1898), y Singapur (brevemente de 1858 a 1867). Birmania fue separada de la India y administrada directamente por la Corona británica desde 1937 hasta su independencia en 1948. Los Estados de la Tregua (actuales Emiratos Árabes Unidos) del golfo Pérsico y los estados bajo la residencia del golfo Pérsico eran teóricamente estados principescos, así como las residencias y provincias de la India británica hasta 1947 y se utilizó la rupia como su unidad de moneda.
Entre otros países de la región: Ceilán (actual Sri Lanka) fue cedida al Reino Unido de Gran Bretaña e Irlanda en 1802 en virtud del tratado de Amiens. Ceilán era parte de la residencia de Madrás entre 1793 y 1798. Los reinos de Nepal y Bután, entablaron varias guerras con los británicos, posteriormente firmaron tratados con ellos y fueron reconocidos por los británicos como estados independientes. El reino de Sikkim se estableció como un estado principesco después del tratado de Tumlong de 1861 entre Sikkim y el Reino Unido; sin embargo, la cuestión de la soberanía quedó sin definir. Las Islas Maldivas fueron un protectorado británico desde 1887 hasta 1965, pero no formaron parte de la India británica. El reino de Afganistán fue un estado protegido bajo el dominio británico desde 1890 hasta 1919, mientras que el Reino de Nepal fue un protectorado desde 1858 hasta 1923.

## India británica y los Estados principescos

Mapa del Raj británico y áreas circundantes en 1909.

Los territorios administrados directamente por los británicos (en gris claro) y los estados principescos (en gris oscuro) en 1860.

La India bajo el dominio británico estaba compuesta de dos tipos de territorios: las presidencias y provincias de la India británica y los Estados principescos de la India (o Estados principescos). En su Acta (Ley) de Interpretación de 1889, el Parlamento británico aprobó las siguientes definiciones en la Sección 18:

(4.) La expresión "India británica" se refiere a todos los territorios y lugares dentro del dominio de Su Majestad, los cuales han sido gobernados por Su Majestad a través del gobernador general de la India o a través de cualquier gobernador u otro oficial subordinado al gobernador general de la India.

(5.) La expresión "India" debe significar la India británica junto con todos los territorios pertenecientes a cualquier príncipe nativo, o líder bajo la soberanía de Su Majestad ejercida a través del gobernador general de la India, o a través de cualquier gobernador u oficial subordinado al gobernador general de la India.

En general, se ha usado el término "India británica" (y todavía se usa) para referirse también a las regiones bajo el gobierno de la Compañía Británica de las Indias Orientales en la India desde 1600 hasta 1858. El término también ha servido para referirse a la "India británica".
Los términos "Imperio Indio" e "Imperio de la India" (como el término "Imperio Británico") no se usaron en la legislación. El monarca era conocido como el emperador o la emperatriz de la India y el término se apareció frecuentemente en los discursos de la reina Victoria I del Reino Unido y los discursos de prórroga. Los pasaportes emitidos por el gobierno de la India británica tenían las palabras "Imperio Indio" en la tapa e "Imperio de la India" en el interior. Además, una orden de caballería, la eminente Orden del Imperio de la India, se creó en 1878.
La soberanía de más de 175 estados principescos, los cuales son de los más grandes y más importantes, fue ejercida (en nombre de la Corona Británica) por el gobierno central de la India británica bajo el virrey; los estados restantes, aproximadamente 500, eran dependientes de los gobiernos provinciales de la India británica en virtud de un gobernador, vicegobernador, o comisario jefe (según hubiera sido el caso). Una clara distinción entre "dominio" y "soberanía" fue suministrado por la jurisdicción de los tribunales de justicia: la ley de la India británica residía sobre las leyes aprobadas por el Parlamento Británico y los poderes legislativos; esas leyes quedaron consolidadas en los distintos gobiernos de la India británica, tanto central como local. Por el contrario, los tribunales de los estados principescos existían bajo la autoridad de los respectivos gobernantes de esos estados.

### Provincias mayores
Al inicio del siglo XX, la India británica constaba de ocho provincias que eran administradas por un gobernador o un teniente gobernador.
| Provincia de la India británica (y territorios actuales)                                        | Área total en km² | Población en 1901 | Jefe administrativo oficial |
| ----------------------------------------------------------------------------------------------- | ----------------- | ----------------- | --------------------------- |
| Assam (Assam, Arunachal Pradesh, Meghalaya, Mizoram, Nagaland)                                  | 130 000           | 6 000             | Jefe Comisionado            |
| Bengala (Bangladés, West Bengal, Bihar, Jharkhand y Orissa)                                     | 390 000           | 75 000            | Teniente Gobernador         |
| Bombay (Sindh y partes de Maharashtra, Guyarat y Karnataka)                                     | 320 000           | 19 000            | Gobernador en Consejo       |
| Birmania (Myanmar)                                                                              | 440 000           | 9 000             | Teniente Gobernador         |
| Provincias Centrales (Madhya Pradesh y Chhattisgarh)                                            | 270 000           | 13 000            | Jefe Comisionado            |
| Madrás (Tamil Nadu y partes de Andhra Pradesh, Kerala, Karnataka y Odisha)                      | 370 000           | 38 000            | Gobernador en Consejo       |
| Punyab (Provincia del Punyab, Islamabad, Punyab, Haryana, Himachal Pradesh, Chandigarh y Delhi) | 250 000           | 20 000            | Teniente Gobernador         |
| Provincias Unidas (Uttar Pradesh y Uttarakhand)                                                 | 280 000           | 48 000            | Teniente Gobernador         |

Durante la partición de Bengala (1905-1913), las nuevas provincias de Assam y Bengala Oriental fueron creadas bajo el mando de un teniente gobernador. En 1911, Bengala Oriental se reunificó con Bengala, y las nuevas provincias en el este se convirtieron en Assam, Bengala, Bihar y Orissa.

### Provincias menores
Además, hubo algunas provincias de menor importancia que fueron administrador por un comisionado jefe:
| Provincia menor de la India británica (y territorios actuales) | Área total en km² | Población en 1901 | Jefe administrativo oficial |
| -------------------------------------------------------------- | ----------------- | ----------------- | --------------------------- |
| Ajmer-Merwara (parte de Rayastán)                              | 7000              | 47 700            | ex officio Jefe Comisionado |
| Islas Andamán y Nicobar (Andamán e Islas Nicobar)              | 78 000            | 2500              | Jefe Comisionado            |
| Baluchistán Británico (Baluchistán)                            | 120 000           | 30 800            | ex officio Jefe Comisionado |
| Coorg (Distrito de Kodagu)                                     | 4100              | 18 100            | ex officio Jefe Comisionado |
| Provincias de la Frontera Noroeste (Jaiber Pajtunjuá)          | 41 000            | 212 500           | Jefe Comisionado            |

### Estados principescos

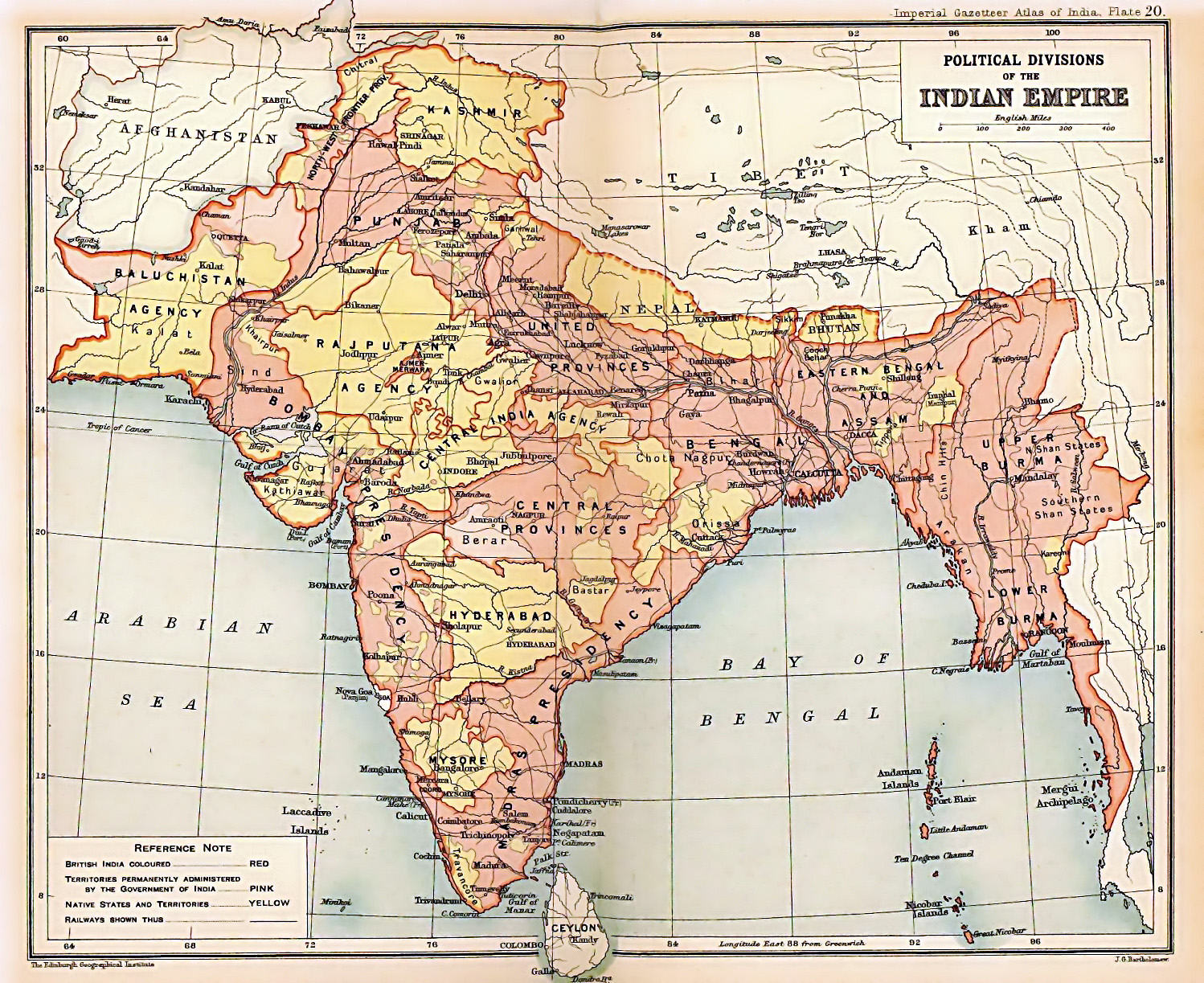
Mapa del Imperio de la India en 1909: la India británica aparece en sombreado rosa y los estados principescos en amarillo.

Un Estado principesco, también llamado Estado nativo o un Estado de la India, era una entidad nominalmente soberana con un gobernante indio indígena, sujeta a una alianza subsidiaria. Había 565 estados principescos cuando la India y Pakistán se independizaron del Reino Unido de Gran Bretaña e Irlanda del Norte en agosto de 1947. Los Estados principescos no formaban parte de la India británica (es decir, las presidencias y provincias), ya que no estaban directamente bajo el dominio británico. 
Los Estados más grandes tenían tratados con el Reino Unido que especificaban qué derechos tenían los príncipes; en los Estados más pequeños los príncipes tenían pocos derechos. Dentro de los Estados principescos las relaciones exteriores, la defensa y la mayoría de las comunicaciones estaban bajo control británico. Los británicos también ejercían una influencia general sobre la política interna de los Estados, en parte a través de la concesión o la denegación del reconocimiento de los gobernantes individuales. Aunque hubo casi 600 Estados principescos, la gran mayoría eran muy pequeños y quedaron fuera de las negociaciones del gobierno con los británicos. Aproximadamente doscientos de los Estados tenían un área de menos de 25 kilómetros cuadrados (10 millas cuadradas).

### Organización
| |
| Charles Wood, primer vizconde de Halifax (1800–1885), fue presidente de la Junta de Control de la Compañía Británica de las Indias Orientales (East India Company) desde 1852 hasta 1855; él moldeó las políticas educativas en la India, y fue Secretario de Estado de la India entre 1859 y 1866. |

| |
| Charles John Canning, el último Gobernador General de la India bajo la administración de la Compañía Británica de las Indias Orientales y el primer Virrey de la India bajo la administración de la Corona británica. |

| |
| Robert Gascoyne-Cecil, tercer marqués de Salisbury, lord Salisbury fue Secretario de Estado de la India de 1874 a 1878. |

Tras la rebelión India de 1857 (usualmente conocida por los británicos como el Motín Indio), el Acta de Gobierno de la India de 1858 realizó cambios en la forma en la que se gobernaba la India en tres niveles:
1. En el gobierno imperial de Londres.
2. En el gobierno central en Calcuta.
3. En las presidencias de los gobiernos provinciales (y posteriormente en las provincias).[21]

En Londres, se asignó un Secretario de Estado de la India a nivel de gabinete y un Consejo de la India de quince miembros, cuyos miembros tenían que cumplir como condición previa para su nombramiento, los requisitos de haber vivido al menos diez años en la India y que no hubieran transcurrido más de diez años de esto. Además la Secretaría de Estado formuló las instrucciones de política para ser comunicadas a la India, y se requería en la mayoría de los casos consultar al Consejo, pero especialmente en cuestiones relacionadas con el gasto de los ingresos de la India. La Ley preveía un sistema de "doble gobierno" en el que el Consejo idealmente serviría como un freno a los excesos en la política imperial y como un cuerpo de conocimientos actualizados de la India. Sin embargo, la Secretaría de Estado también tenía cualidades especiales para emerger, las cuales le permitieron tomar decisiones unilaterales, y en realidad la experiencia del Consejo era a veces obsoleta.
Desde 1858 hasta 1947, veintisiete individuos sirvieron como Secretarios de Estado de la India, y dirigieron la Oficina de la India; esta lista incluye a sir Charles Wood (1859–1866), Robert Gascoyne-Cecil (1874-1878), tercer marqués de Salisbury, posteriormente primer ministro del Reino Unido de Gran Bretaña e Irlanda; John Morley (1905–1910),  iniciador de las Reformas Minto-Morley, E. S. Montagu (1917–1922), un arquitecto de las reformas Montague-Chelmsford y Frederick Pethick-Lawrence (1945–1947), jefe de la misión de 1946 del Gabinete a la India). El tamaño del Consejo Asesor se redujo durante el siguiente medio siglo, pero sus poderes se mantuvieron sin cambios. En 1907, por primera vez, dos indios fueron nombrados miembros del Consejo. Ellos fueron K.G. Gupta y Syed Hussain Bilgrami.
En Calcuta, el gobernador general se mantuvo a la cabeza del Gobierno de la India y posteriormente se le conoció como el Virrey a causa de su papel secundario como representante de la Corona ante los estados principescos nominalmente soberanos; sin embargo, se convirtió en responsable de la Secretaría de Estado en Londres y a través de él se accedía al Parlamento. El sistema de "doble gobierno" ya había estado en funcionamiento durante la administración de la Compañía Británica de las Indias Orientales, desde la época del Acta Pitt de la India de 1784. 

Bandera de la India británica en la Marina Real India.

El gobernador general en Calcuta, la capital, y el gobernador en la presidencia subordinada en Madras o Bombay, fueron requeridos para consultar a su respectivo consejo asesor; por ejemplo las órdenes ejecutivas en Calcuta, se emitieron en nombre del "Gobernador General en Consejo" (es decir, el Gobernador General con el asesoramiento del Consejo). El sistema de "doble gobierno" de la Compañía tuvo sus críticas, ya que, desde el momento de la concepción del sistema, hubo disputas intermitentes entre el Gobernador General y su Consejo. Pese a ello, el Acta de 1858 no introdujo cambios importantes en el gobierno.
Sin embargo en los años inmediatamente posteriores, que también fueron los años de la reconstrucción después de la rebelión, el virrey lord Canning encontró que la toma de decisiones colectiva del Consejo era un método que consumía demasiado tiempo, sobre todo respecto a las tareas urgentes del futuro, por lo que pidió al "sistema de portafolio" la creación de un Consejo Ejecutivo en el que se le asignaran al consejo los asuntos de cada departamento gubernamental (el "portafolio") y que se convirtieran en la responsabilidad de un solo miembro del consejo. Así las decisiones departamentales de rutina se tomarían exclusivamente por el miembro encargado, pero las decisiones importantes requerirían el consentimiento del Gobernador General y, en ausencia de tal consentimiento, se requeriría la discusión de todo el Consejo Ejecutivo. Esta innovación en el gobierno de la India fue promulgada en el Acta de Consejos de la India de 1861.
Si el Gobierno de la India necesitaba promulgar nuevas leyes, el Acta de Consejos permitía un Consejo Legislativo, como una ampliación del Consejo Ejecutivo hasta un máximo de doce miembros adicionales, cada uno nombrado para un mandato de dos años, en donde la mitad de los miembros consistía en funcionarios británicos del gobierno (término oficial) con permiso para votar, y la otra mitad, se componía de indios y británicos domiciliados en la India (denominación no-oficial), los cuales solo servían en calidad de asesores. Todas las leyes aprobadas por los Consejos Legislativos en la India, ya fuera por el Consejo Legislativo Imperial en Calcuta o por los provinciales en Madrás y Bombay, requerían la aprobación definitiva de la Secretaría de Estado en Londres. Por ello sir Charles Wood, el segundo secretario de Estado, describió el Gobierno de la India como "un despotismo controlado desde casa".
Por otra parte, aunque el nombramiento de los indios para el Consejo Legislativo fue una respuesta a las peticiones después de la rebelión de 1857, sobre todo por la exigencia de Sayyid Ahmad Khan de más consultas con los indios, los indios nombrados eran de la aristocracia de la tierra, a menudo elegidos por su lealtad, y lejos de ser representantes. Los asuntos indios también llegaron a ser examinados más de cerca en el Parlamento británico y más ampliamente discutidos en la prensa británica.
Con la promulgación del Acta (Ley) de Gobierno de la India de 1935, el Consejo de la India fue suprimido a partir del 1 de abril de 1937 y se promulgó un sistema de gobierno modificado. El Secretario de Estado para la India representó al Gobierno de la India en el Reino Unido. Fue asistido por un cuerpo de asesores de 8 a 12 miembros, al menos la mitad de los cuales requerían haber ocupado un cargo en la India durante un mínimo de 10 años, y no haber cesado en el cargo más de dos años antes de su nombramiento como consejeros de esa Secretaría de Estado.
El virrey y gobernador general de la India nombrado por la Corona por lo general llevaba a cabo sus funciones durante cinco años, aunque no existía un plazo fijo, y recibía un sueldo anual de Rs. 250 800 P. A. (18 810 £ P. A.). El virrey encabezaba el Consejo Ejecutivo del Virrey, en el que cada miembro tenía la responsabilidad de un departamento de la administración central. Desde el 1 de abril de 1937, el cargo de Gobernador General en Consejo, en el que el virrey y gobernador general al mismo tiempo mantenía la capacidad de representar a la Corona en las relaciones con los estados principescos de la India, fueron sustituidos por la denominación de "Representante de Su Majestad para el ejercicio de las funciones de la Corona en sus relaciones con los Estados de la India, "o " Representante de la Corona ". El Consejo Ejecutivo se amplió considerablemente durante la Segunda Guerra Mundial, y en 1947 contaba con 14 miembros (secretarios), cada uno de los cuales ganaba un sueldo de Rs. 66 000 P. A. (4950 £ p.a.). Los departamentos en 1946-1947 eran:
- Asuntos Exteriores y Relaciones de la Riqueza Nacional
- Inicio e Información y Difusión
- Alimentación y Agricultura
- Transporte y Ferrocarriles
- Labor
- Industrias y Suministros, Obras, Minas y Energía
- Educación
- Defensa
- Finanzas
- Comercio
- Comunicaciones
- Salud
- Ley

Hasta 1946, el virrey ostentó el Departamento de Asuntos Exteriores y Relaciones de la Riqueza Nacional, así como la dirección del Departamento de Política en su calidad de Representante de la Corona. Cada departamento fue dirigido por un Secretario con excepción del Departamento de Ferrocarriles, que fue encabezado por un Comisionado Jefe de Ferrocarriles bajo la asesoría de un Secretario.
El virrey y gobernador general era también la cabeza de la legislatura bicameral de la India, formada por una cámara alta (Consejo de Estado) y una cámara baja (la Asamblea Legislativa). El virrey era el jefe del Consejo de Estado, mientras que la Asamblea Legislativa, que se abrió por primera vez en 1921, fue encabezada por un presidente elegido (nombrado por el virrey a partir 1921-1925). El Consejo de Estado estaba formado por 58 miembros (32 elegidos, y 26 nominados), mientras que la Asamblea Legislativa estaba compuesta por 141 miembros (26 funcionarios nombrados, otros 13 nominados y 102 elegidos). El Consejo de Estado existía en periodos de cinco años y la Asamblea Legislativa por periodos de tres años, aunque podían ser disueltos antes o después por el Virrey. El poder legislativo de la India tenía la facultad de hacer leyes para todas las personas residentes en la India británica incluyendo todos los sujetos británicos residentes en la India y para todos los sujetos indios británicos que residían fuera de la India. Con el asentimiento del rey-emperador y después de copias del proyecto de enmienda presentado a las dos cámaras del Parlamento británico, el virrey podía invalidar al legislador y promulgar directamente cualquier medida en los intereses percibidos de la India británica o los de sus residentes, si la necesidad surgiera.
A partir del 1 de abril de 1936 la Ley del Gobierno de la India creó las nuevas provincias de Sind (separada de la Presidencia de Bombay) y Orissa (separada de la provincia de Bihar y Orissa). Birmania y Adén se convirtieron en colonias de la Corona separadas bajo la Ley del 1 de abril de 1937, dejando de formar parte del Imperio de la India. De 1937 en adelante, la India británica se dividió en 17 administraciones: las tres presidencias de Madrás, Bombay y Bengala, y las 14 provincias de las Provincias Unidas, Punjab, Bihar, las provincias centrales y de Berar, Assam, la provincia de la Frontera del Noroeste (PFNM), Orissa, Sind, Baluchistán británico, Delhi, Ajmer-Merwara, Coorg, las islas de Andamán y Nicobar y Panth Piploda. Las presidencias y las primeras ocho provincias estaban cada una bajo la administración de un gobernador, mientras que las últimas seis provincias estaban cada una bajo la administración de un comisario jefe. El virrey regulaba directamente las provincias del comisario jefe a través de su respectivo comisionado mayor, mientras que a las presidencias y las provincias bajo gobernadores se les permitió una mayor autonomía en virtud de la Ley de Gobierno de la India.
Cada presidencia o provincia era encabezada por un gobernador, ya fuera en una legislatura bicameral provincial (en las presidencias, las Provincias Unidas, Bihar y Assam) o una legislatura unicameral (en el Punjab, las Provincias Centrales y Berar, PFNM, Orissa y Sind). El gobernador de cada provincia representaba a la presidencia o a la Corona en su calidad, y era asistido por ministros designados por los miembros de cada legislatura provincial. Cada legislatura provincial tenía una duración de cinco años, salvo en circunstancias especiales, tales como condiciones de guerra. Todos los proyectos de ley aprobados por la legislatura provincial eran firmados o rechazados por el gobernador, que también podría emitir proclamaciones o promulgar ordenanzas mientras que el legislador estaba en receso, en caso de que fuera necesario.
Cada provincia o presidencia estaba conformada por varias divisiones, cada una dirigida por un comisionado y se subdividía en distritos, que eran las unidades básicas de administración y cada uno era dirigido por un coleccionista y un magistrado o juez adjunto; en 1947, la India británica estaba compuesta por 230 distritos.

## 1858-1914

### Secuelas de la rebelión de 1857: las críticas de la India, la respuesta británica.
| |
| Rani Lakshmibai, una de las principales líderes de la rebelión de la India de 1857, quien anteriormente había perdido su reino como resultado del Periodo de Doctrina de James Broun-Ramsay, primer marqués de Dalhousie, lord Dalhousie. |

| |
| Sir Syed Ahmed Khan, fundador del Colegio Anglo-Oriental Muhammedan, posteriormente Universidad Musulmana de Aligarh, escribió una de las críticas tempranas, Las causas del motín indio.. |

| |
| Un retrato de recuerdo de la reina Victoria en 1887 como emperatriz de la India, 30 años después del gran levantamiento. |

A pesar de que la gran sublevación de 1857 sacudió la empresa británica en la India, esta no se descarriló. Después de la rebelión, los británicos se hicieron más perspicaces. Los pensadores se dedicaron a las causas de la rebelión, y de ella se plantearon tres lecciones principales. A un nivel más práctico, se consideró que tenía que haber más comunicación, así como fomentar el compañerismo entre los británicos y los indios, no solo entre los oficiales del ejército británico y su personal indio, sino entre los civiles también. 
El ejército indio fue completamente reorganizado: las unidades compuestas por los musulmanes y los brahmanes de las provincias unidas de Agra y Oudh, que habían formado el núcleo de la rebelión, se disolvieron. Se formaron nuevos regimientos, que al igual que los sijs y los baluchis, estaban compuestos por indios que a juicio de los británicos habían demostrado firmeza. A partir de entonces, el ejército indio permaneció sin cambios en su organización hasta 1947.
El censo de 1861 reveló que la población inglesa en la India era de 125 945 personas. De estas, solo 41 862 eran civiles, en comparación con cerca de 84 083 oficiales y soldados del Ejército de Europa. En 1880, el ejército indio estaba formado por 66 000 soldados británicos, 130 000 nativos, y 350 000 soldados de los ejércitos principescos.

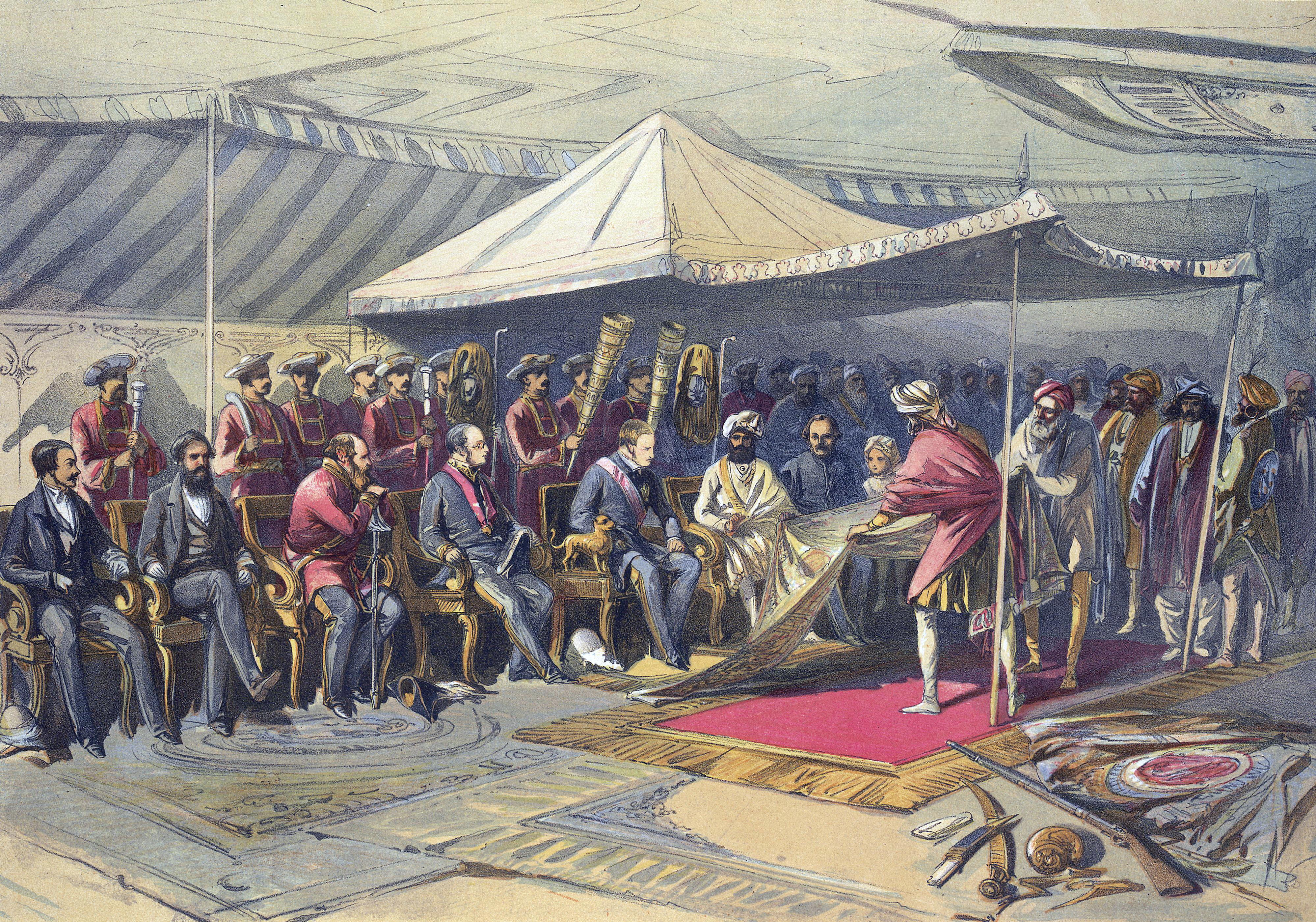
El virrey Canning se reúne con el maharajá Ranbir Singh de Jammu y Cachemira, 9 de marzo de 1860.

También se consideró que los príncipes y los grandes propietarios de tierras que no se unieron a la rebelión, en palabras del virrey lord Canning, habían demostrado ser "rompeolas en una tormenta". Ellos también fueron premiados en el nuevo dominio británico al ser reconocidos oficialmente en los tratados que cada Estado firmó con la Corona. Al mismo tiempo, se consideró que los campesinos, en cuyo beneficio se habían llevado a cabo las grandes reformas de la tierra de las Provincias Unidas, habían mostrado deslealtad, ya que, en muchos casos lucharon por sus antiguos propietarios contra los británicos. En consecuencia, no hubo más reformas con respecto a las tierras durante los siguientes 90 años: Bengala y Bihar debían permanecer como los reinos de grandes extensiones de tierra (a diferencia del Punjab y Uttar Pradesh).
Por último, los británicos se sintieron desencantados con la reacción de la India con respecto al cambio social. Hasta la rebelión, lo habían intentado con entusiasmo a través de la reforma social, como la prohibición del satí por lord William Bentinck. Fue en ese momento cuando sintieron que las tradiciones y costumbres de la India eran demasiado fuertes y demasiado arraigadas para ser cambiadas fácilmente; en consecuencia, no se realizaron intervenciones sociales británicas, especialmente en asuntos relacionados con la religión.

### Historia demográfica
La población del territorio que se convirtió en el Raj británico era de 100 millones en 1600 y se mantuvo casi estacionada hasta el siglo XIX. La población del Raj llegó a 255 millones de acuerdo con el primer censo de la India realizado en 1881.
Los estudios de población de la India desde 1881 se han centrado en temas tales como la población total, las tasas de natalidad y mortalidad, las tasas de crecimiento, la distribución geográfica, la alfabetización, la brecha rural y urbana, las ciudades de alrededor de un millón de habitantes, y las tres ciudades con poblaciones de más de ocho millones: Delhi, Bombay, y Calcuta.
Las tasas de mortalidad disminuyeron entre 1920 y 1945, sobre todo debido a la inmunización biológica. Otros factores incluyen el aumento de los ingresos y las mejores condiciones de vida, la mejora en la nutrición, unas políticas oficiales de salud más seguras y menos contaminantes ambientales, y mejoras en la atención médica.
El grave hacinamiento en las ciudades causó grandes problemas de salud pública, como se señaló en un informe oficial de 1938:: En las zonas urbanas e industriales [...] los lugares reducidos y los altos valores de la tierra y la necesidad de que el trabajador viva en las inmediaciones de su trabajo [...] todo tiende a intensificar la congestión y hacinamiento. Las casas más impresionantes del centro se construyen juntas, tocando alero con alero, y con frecuencia espalda con espalda [...] De hecho el espacio es tan valioso que, en lugar de calles y carreteras, los caminos sinuosos proporcionan la única aproximación a las casas. El descuido del saneamiento a menudo se evidencia por montones de basura en descomposición y lagunas de aguas residuales, mientras que la ausencia de letrinas mejora la contaminación general del aire y del suelo.

### Modernización legal

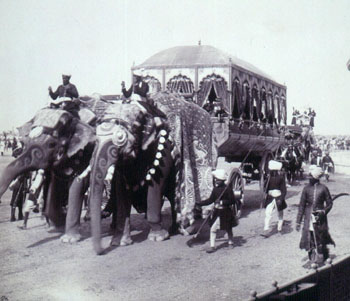
Elefante transportando al majarajá de Rewa, Delhi Durbar de 1903.

Singha argumenta que después de 1857 se fortaleció el gobierno colonial y amplió su infraestructura a través del sistema judicial, los procedimientos legales y los estatutos. La nueva legislación fusionó la Corona y los antiguos tribunales de la Compañía de las Indias Orientales y se introdujo un nuevo código penal, así como los nuevos códigos de procedimiento civil y penal, basados en gran medida en la ley inglesa. De 1860 a 1880 el Raj estableció el registro obligatorio de los nacimientos, defunciones y matrimonios, así como las adopciones, títulos de propiedad y de testamentos. El objetivo era crear un registro público estable y utilizable para la verificación de identidades. 
Sin embargo, hubo oposición de los musulmanes y los hindúes que se quejaron de que los nuevos procedimientos para la elaboración de censos y registros amenazaban dejar al descubierto la intimidad femenina. Las normas de Purdah prohibían a las mujeres pronunciar el nombre de su marido o tener su fotografía. Un censo de toda la India se llevó a cabo entre 1868 y 1871, utilizando el número total de mujeres a cargo de un hogar en lugar de nombres individuales y seleccionando grupos que los reformadores del Raj querían controlar estadísticamente, incluidos aquellos con fama de practicar el infanticidio femenino, prostitutas, leprosos y los eunucos.
Cada vez era más evidente para los funcionarios que las tradiciones y costumbres de la India eran demasiado fuertes y demasiado arraigadas para ser cambiadas fácilmente. Hubo pocas intervenciones sociales nuevas y sobre todo en asuntos relacionados con la religión, incluso cuando los británicos sintieron que el tema crecía fuertemente (como en el caso del nuevo matrimonio de las niñas viudas hindúes).
De hecho, Murshid argumentaba que la modernización de las leyes ponía más límites a las mujeres, quienes siguieron atadas a las restricciones de su religión, casta y costumbres, pero ahora con una superposición de las actitudes victorianas británicas. Se redujeron sus derechos de herencia a poseer y administrar bienes; las nuevas leyes inglesas fueron considerablemente más duras. Los fallos judiciales redujeron los derechos de las segundas esposas y sus hijos con respecto a la herencia. Una mujer tenía que pertenecer ya fuera a un padre o a un marido para tener derechos.

## Misión educacional

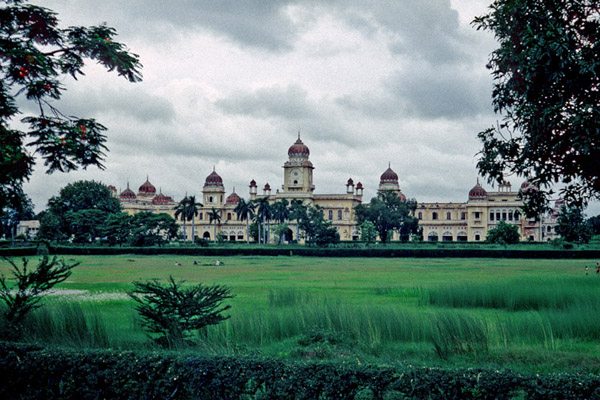
Universidad de Lucknow fundada por los británicos en 1867 en la India.

Thomas Macaulay (1800-1859) presentó su interpretación escéptica de la historia inglesa como una progresión ascendente que siempre conduciría a más libertad y más progreso. Macaulay era a la vez un reformador que estaba implicado en la transformación del sistema educativo de la India. Se basaría en el idioma inglés por lo que la India podría unirse a la metrópoli en un progreso constante. Macaulay tomó el énfasis de Burke en la norma moral y la implementó en las reformas escolares reales, dando al Imperio británico una profunda misión moral para civilizar a los nativos.
El profesor de Yale Karuna Mantena argumentó que la misión civilizadora no duraría mucho, porque que los reformadores benévolos perdieron en los debates clave, tales como los que siguieron a la rebelión en la India de 1857, y el escándalo del gobernador Edward Eyre, por la brutal represión de la rebelión de Morant Bay en Jamaica en 1865. La retórica continuó pero se convirtió en una excusa para el mal gobierno británico y el racismo. Ya no era creíble que los nativos podrían progresar realmente, sino que tenía que ser gobernada con mano dura, y con oportunidades democráticas pospuestas indefinidamente. Como resultado:
Los principios centrales del imperialismo liberal fueron desafiados como diversas formas de rebelión, resistencia y la inestabilidad en las colonias, por lo que precipitaron una nueva evaluación de amplio alcance [...] la ecuación de "buen gobierno" con la reforma de la sociedad nativa, que estaba en el centro del discurso del imperio liberal, sería objeto de creciente escepticismo".
El historiador Inglés Peter Cain, desafió a Mantena, con el argumento de que los imperialistas creían de verdad que la dominación británica supondría beneficios para los sujetos de la "libertad ordenada", con lo que Gran Bretaña podría cumplir con su deber moral y lograr su propia grandeza. Gran parte del debate se llevó a cabo en la propia Gran Bretaña, y los imperialistas trabajaron duro para convencer a la población en general de que la misión civilizadora ya estaba en vías. Esta campaña sirvió para reforzar el apoyo imperial en casa, y por lo tanto, dice Caín, para reforzar la autoridad moral de los caballeros de élite que dirigían el Imperio.

### Educación
Los británicos hicieron que el esparcimiento de la educación en inglés fuera una alta prioridad. Durante la época de la East India Company, Thomas Babington Macaulay había hecho que la enseñanza de la escuela en inglés fuera una prioridad para el Raj en su famoso minuto de febrero de 1835 y logró implementar las ideas anteriormente expuestas por William Bentinck, gobernador general entre 1828 y 1835. Bentinck favoreció la sustitución del persa por el inglés como idioma oficial, el uso de inglés como medio de instrucción, y la formación de los indios de habla inglesa como maestros. Se inspiró en las ideas utilitarias y pidió "aprendizaje útil". Sin embargo, las propuestas de Bentinck fueron rechazadas por los funcionarios de Londres.

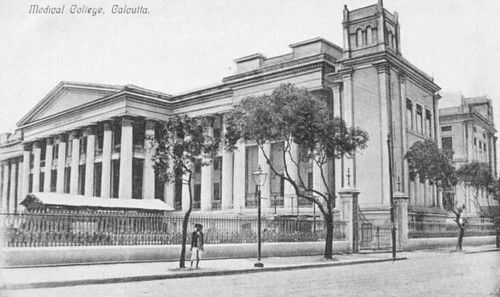
La Universidad de Calcuta, establecida en 1857, es una de las tres universidades estatales modernas más antiguas de la India.

Los misioneros abrieron sus propias escuelas que enseñaban el cristianismo y las tres reglas.[cita requerida] Bellenoit sostuvo que a medida que los funcionarios públicos se aislaron más, recurrieron al racismo científico, las escuelas de misioneros adoptaron a más indios, y crecieron simpatizando favorables a la cultura india, y firmemente opuesto racismo científico.
Las universidades de Calcuta, Bombay y Madrás se establecieron en 1857, justo antes de la Rebelión. En 1890 unos 60 000 indios se habían matriculado, principalmente en las artes liberales o leyes.[cita requerida] Alrededor de un tercio entró en la administración pública, y otra tercera parte se convirtieron en abogados. El resultado fue una burocracia estatal profesional muy bien educada. En 1887 los cargos de la administración pública de nivel medio eran 21 000, un 45% se llevaron a cabo por los hindúes, el 7% por los musulmanes, el 19% de por los euroasiáticos (padre y madre india Europea), y el 29% por los europeos. De los 1000 empleos de nivel superior, casi todos estaban en manos de los británicos, por lo general con un grado en Oxford y Cambridge.
El gobierno a menudo trabajaba con filántropos locales, abriendo 186 universidades y escuelas superiores para 1911; se matricularon 36 000 estudiantes (más del 90% hombres). En 1939 el número de instituciones se había duplicado y la inscripción llegado a 145 000. El plan de estudios seguía los estándares británicos clásicos del tipo fijado por Oxford y Cambridge e hizo hincapié en la literatura inglesa y la historia europea. Sin embargo, en la década de 1920 los estudiantes se habían vuelto adeptos del nacionalismo indio.

## Historia económica

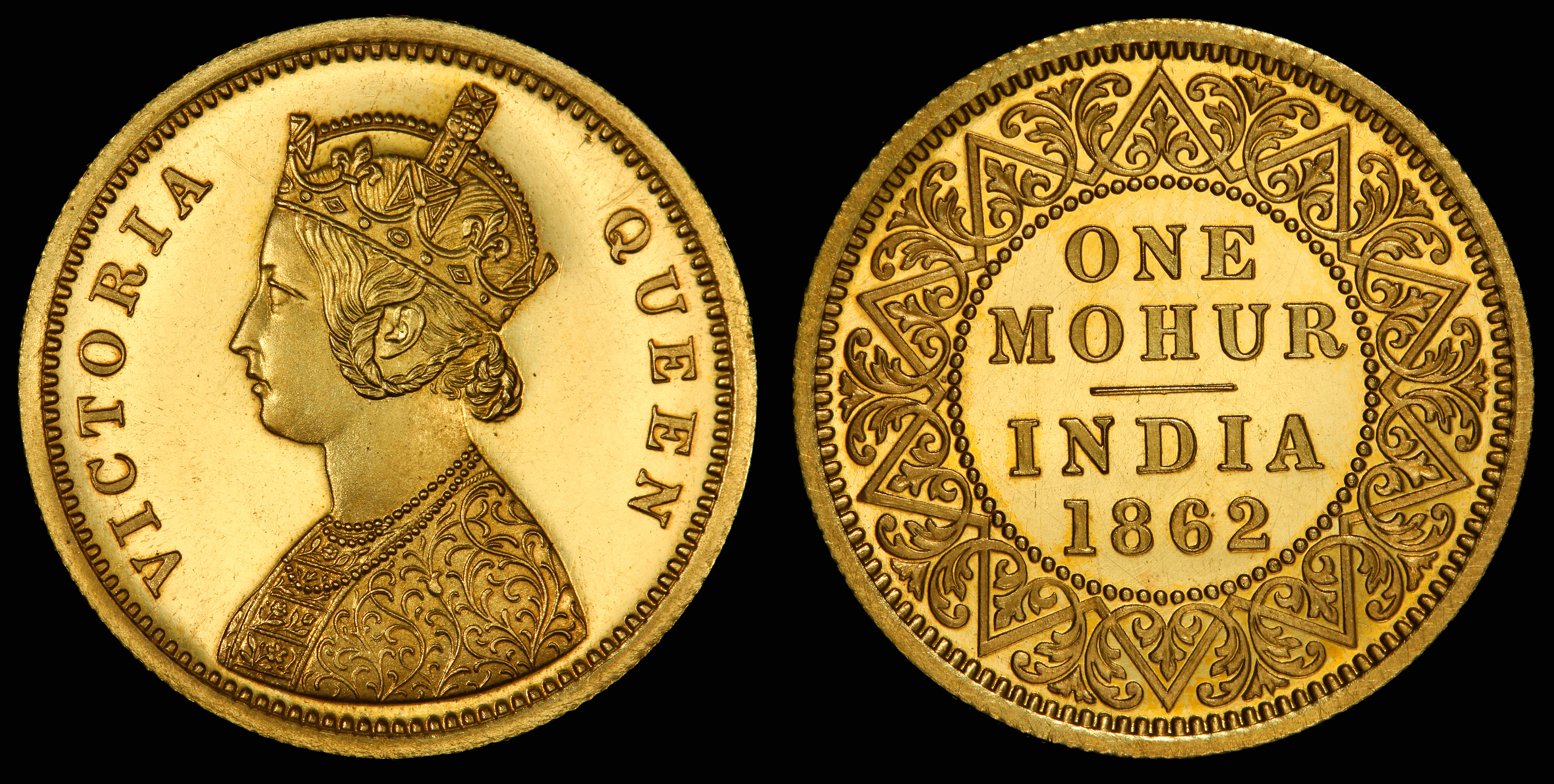
Un Mohur con la representación de la Reina Victoria (1862).

### Tendencias económicas
La economía india creció a alrededor de 1% por año desde 1880 hasta 1920, y la población también creció en el 1% En promedio el resultado fue, ningún cambio a largo plazo en los niveles de ingreso per cápita, aunque el costo de vida se había vuelto más alto. La agricultura todavía era dominante, con la mayoría de los campesinos a nivel de subsistencia. Con cultivos para exportación y para las materias primas para la industria de la India, especialmente de yute, algodón, caña de azúcar, café y té. La cuota global de la India del PIB se redujo drásticamente de más de 20% a menos del 5% en el período colonial. Los historiadores se han dividido amargamente los temas de historia económica, con la escuela Nacionalista (después de Nehru) argumentando que la India era más pobre en el fin del dominio británico que al principio y que el empobrecimiento se profujo a causa de los británicos.

#### Industria
El empresario Jamsetji Tata (1839-1904) comenzó su carrera industrial en 1877 con el Hilado y tejido de India Central y de la compañía de fabricación en Bombay. Mientras que otras fábricas de la India producían hilo grueso barato (y el paño posterior) con el algodón de fibra corta local y la maquinaria barata importada de Gran Bretaña, Tata lo hizo mucho mejor mediante la importación de costosos y largas fibras de algodón de Egipto y la compra de maquinaria más compleja de anillo husillo en los Estados Unidos para tener un hilar más fino que pudiera competir con las importaciones procedentes de Gran Bretaña.
En la década de 1890, se pusieron en marcha planes para entrar en la industria pesada utilizando los fondos de la India.[cita requerida] El Raj no proporcionó el capital, pero, consciente de la posición de la disminución de Gran Bretaña contra los EE. UU. y Alemania en la industria del acero, que querían fábricas de acero en la India. Se comprometió a comprar cualquier excedente de acero, de otro modo Tata no podría vender. La Compañía Tata Iron and Steel  (TISCO), ahora encabezada por su hijo Dorabji Tata (1859–1932), abrió su planta en Jamshedpur en Bihar en 1908. Esta utilizaba tecnología estadounidense, no británica y se convirtió en el principal productor de hierro y acero en la India, con 120.000 empleados en 1945. TISCO se convirtió en símbolo de orgullo de la India de habilidad técnica, capacidad de gestión, talento empresarial, y altos salarios para los trabajadores industriales.  La familia Tata, al igual que la mayoría de los grandes empresarios de la India, eran nacionalistas indios, pero no confiaban en el Congreso porque parecía demasiado hostil al Raj, socialista, y también brindaba demasiado apoyo a los sindicatos.

#### Sistema ferroviario

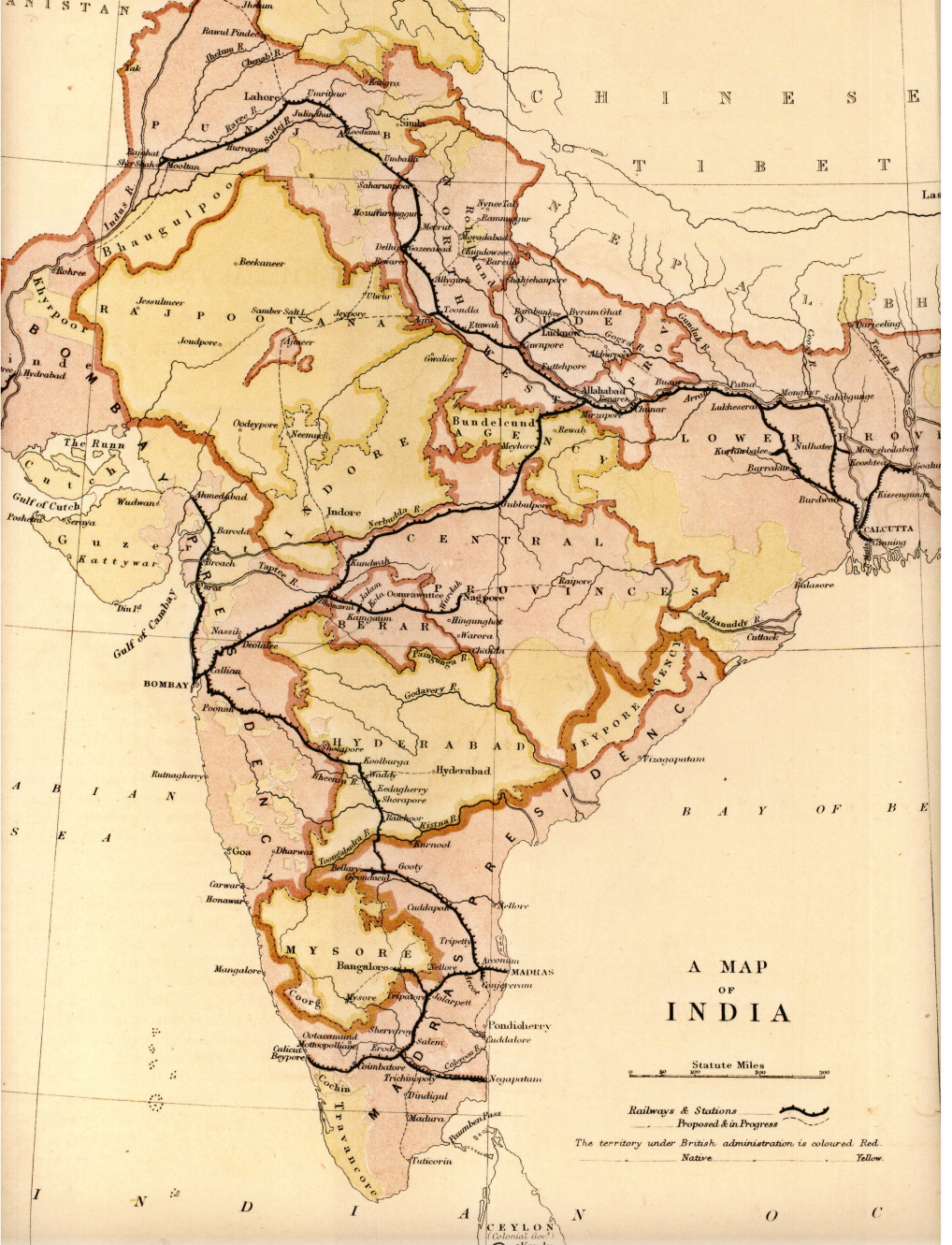
La red ferroviaria de la India en 1871, todas las ciudades principales, Calcuta, Bombay y Madras, así como Delhi están conectadas.

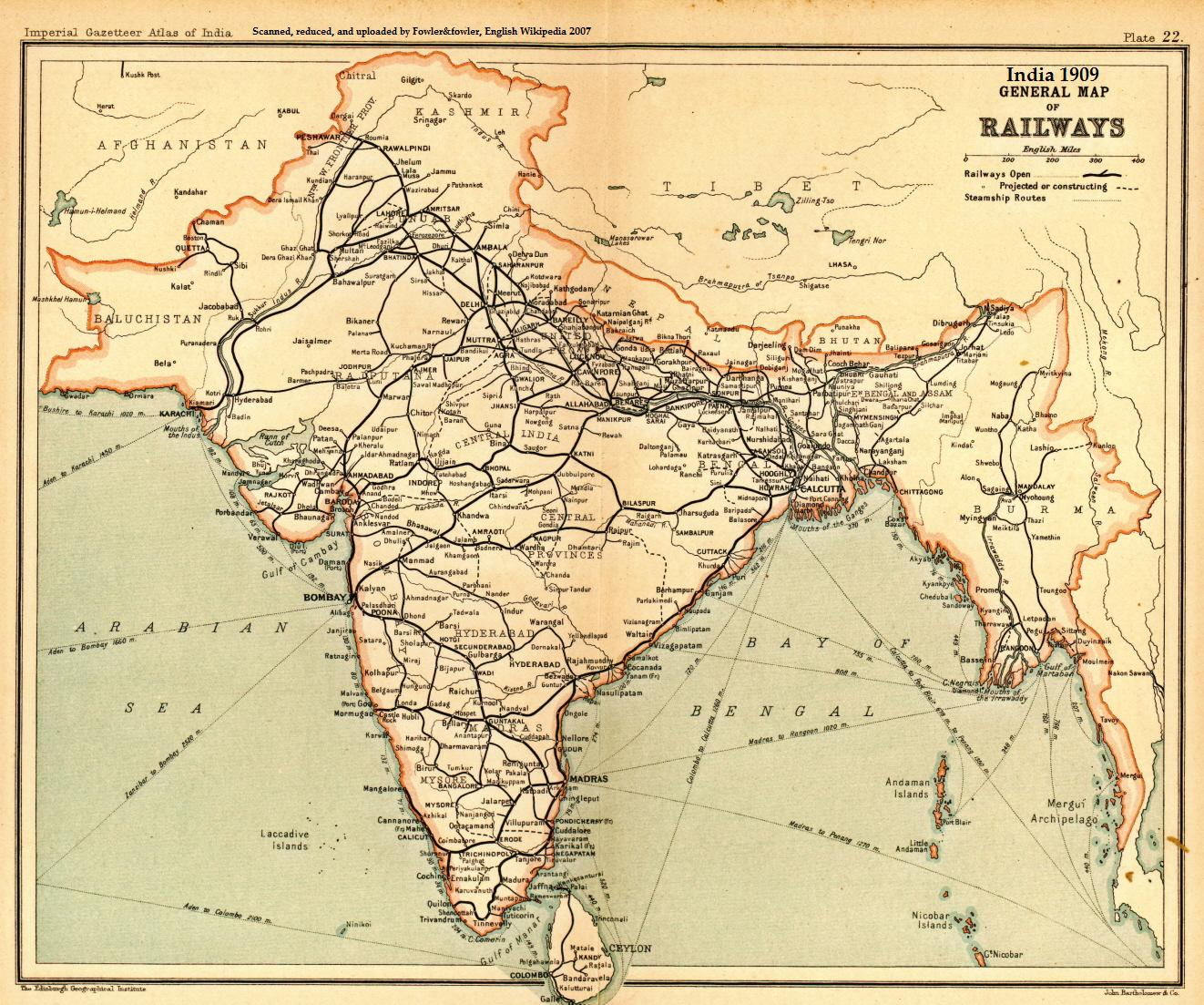
La red ferroviaria en 1909, cuando era la cuarta más grande del mundo.

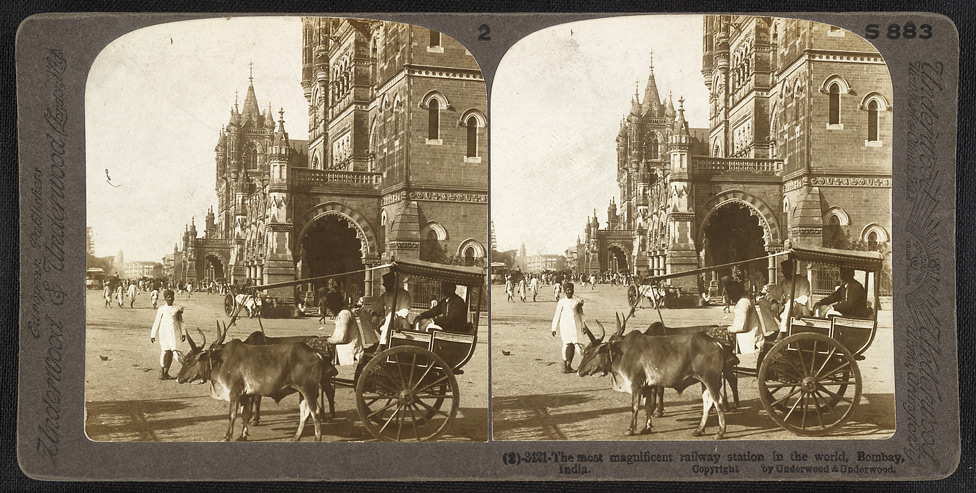
«La más hermosa estación de tren del mundo», dice el rótulo de la imagen turística estereográfica de la terminal de Victoria, Bombay, que se completó en 1888.

India británica construyó un sistema ferroviario moderno al final del siglo XIX que fue el cuarto más grande en el mundo. Los ferrocarriles en un primer momento fueron propiedad y eran de operación privada. Era administrado por los británicos, ingenieros y artesanos. Al principio, solo los trabajadores no cualificados eran indios.
La Compañía de las Indias del Este (y más tarde el gobierno colonial) animaba a las nuevas compañías ferroviarias respaldadas por inversores privados bajo un esquema que proporcionaría la tierra y garantizaría un rendimiento anual de hasta el 5% durante los primeros años de funcionamiento. Las empresas iban a construir y operar las líneas bajo un contrato de arrendamiento de 99 años, con la opción de que el gobierno pudiera comprarlos antes.
Dos nuevas compañías ferroviarias, Great Indian Peninsula Railway (GIPR) y East Indian Railway (EIR) comenzaron en 1853 a 1854 para construir y operar las líneas cerca de Bombay y Calcuta. La primera línea de tren de pasajeros en el norte de la India entre Allahabad y Kanpur abrió en 1859.
En 1854, el gobernador general Lord Dalhousie formuló un plan para construir una red de líneas troncales que conectaran las principales regiones de la India. Alentados por las garantías del gobierno, la inversión fluyó y se establecieron una serie de nuevas empresas ferroviarias, lo que llevó a la rápida expansión del sistema ferroviario en la India. Pronto varios grandes estados principescos construyeron sus propios sistemas de trenes y la red se extendió a las regiones que se convirtieron en los estados modernos de Assam, Rayastán y Andhra Pradesh. El kilometraje recorrido de esta red se incrementó de 1349 kilómetros (838,2 millas) en 1860 a 25 495 kilómetros (15 841,8 millas) en 1880, sobre todo irradiaban desde el interior de las tres principales ciudades portuarias de Bombay, Madrás y Calcuta.
La mayor parte de la construcción del ferrocarril fue realizada por las empresas indias supervisadas por ingenieros británicos. El sistema fue construido en gran medida, usando un medidor ancho, pistas resistentes y sólidos puentes. En 1900 la India tenía una gama completa de servicios ferroviarios con diversa titularidad y gestión, que operaban en amplias redes de vía estrecha. En 1900, el gobierno se hizo cargo de la red GIPR, mientras que la empresa siguió para su gestión. Durante la Primera Guerra Mundial, los ferrocarriles fueron utilizados para el transporte de tropas y granos a los puertos de Bombay y Karachi de camino a Gran Bretaña, Mesopotamia y el este de África. Con los envíos de equipos y partes cortadas provenientes de Gran Bretaña, el mantenimiento se hizo mucho más difícil; trabajadores críticos entraron en el ejército; talleres se convirtieron a la manufactura de artillería; algunas locomotoras y coches fueron enviados a Medio Oriente. Los ferrocarriles apenas podía mantenerse al día con el aumento de la demanda.  Hacia el final de la guerra, los ferrocarriles se deterioraron por la falta de mantenimiento y no eran rentables. En 1923, tanto la GIPRy del EIR se nacionalizaron.
Headrick mostró que hasta la década de 1930, tanto en las líneas de Raj y las empresas privadas contrataban solo europeos, los supervisores, ingenieros civiles e incluso el personal de operación, tales como ingenieros de locomotoras. Las políticas de Tiendas del gobierno requiere que las ofertas de contratos ferroviarios debían hacerse en la Oficina de la India en Londres, cerrando el paso a la mayoría de las empresas de la India. Las compañías ferroviarias habían comprado la mayor parte de su hardware y partes de Gran Bretaña. Hubo talleres de mantenimiento de ferrocarril en la India, pero rara vez se permitió a la fabricación o reparación de locomotoras. Acero TISCO no pudo obtener los pedidos de los carriles hasta que la emergencia de la guerra.
La Segunda Guerra Mundial paralizó severamente a los ferrocarriles, así que el material detenido se desvió hacia el Medio Oriente y los talleres del ferrocarril se convirtieron en talleres de municiones. Después de la independencia en 1947, cuarenta y dos sistemas ferroviarios separados, incluyendo treinta y dos líneas de propiedad de los antiguos estados principescos de la India, se fusionaron para formar una sola unidad nacionalizada llamado Ferrocarriles de la India.
India ofrece el ejemplo del Imperio británico vertiendo su dinero y conocimientos en un sistema muy bien construido diseñado por razones militares (después del motín de 1857), con la esperanza de que estimularía la industria. El sistema estaba sobredimensionado y era demasiado caro para la pequeña cantidad de tráfico de carga que llevaba. Sin embargo, lo hizo capturar la imaginación de los indios, que vieron sus ferrocarriles como el símbolo de una modernidad industrial, pero uno que no se realizó hasta después de la Independencia. Christensen (1996), quien veía por un propósito colonial, las necesidades locales, el capital, el servicio y el interés privado versus el público, llegó a la conclusión de que lo que los ferrocarriles eran una criatura del estado que obstaculizaba el éxito, porque los gastos de ferrocarril tuvieron que pasar por el mismo tiempo y proceso de elaboración de presupuestos políticos como lo hizo el resto de los gastos estatales. Los costes de ferrocarril, por lo tanto no podrían ser adaptados a las necesidades puntuales de los ferrocarriles o de sus pasajeros.

#### Irrigación
Raj británico invirtió mucho en infraestructura, canales y sistemas de riego, además, ferrocarriles, telegrafía, carreteras y puertos. El Canal Ganges alcanzó 350 millas de Hardwar a Cawnpore, y suministra miles de millas de canales de distribución. En 1900 el Raj tenía el sistema de riego más grande en el mundo. Una historia exitosa fue Assam, una selva en 1840. Que en 1900 albergó 4.000.000 acres de cultivo, especialmente en las plantaciones de té. En total, la cantidad de tierra irrigada multiplicada por un factor de ocho. 
El historiador David Gilmour dijo: 
Por la década de 1870 los campesinos en los distritos irrigados por el Canal Ganges estaban visiblemente mejor alimentados, y vestidos que antes; a finales de siglo, la nueva red de canales en el Punjab ha continuado siendo la producción más próspera que hay de campesinado.

#### Políticas
En la segunda mitad del siglo XIX, tanto en la administración directa de la India por la Corona británica, como el cambio tecnológico, marcaron el comienzo de la revolución industrial, lo que tuvo el efecto de entrelazar estrechamente las economías de India y Gran Bretaña.
De hecho, muchos de los principales cambios en el transporte y las comunicaciones (que normalmente se asocian con la administración de la Corona de la India) ya había comenzado antes del motín. Desde Dalhousie habían aceptado la revolución tecnológica en curso en Gran Bretaña, la India también vio el rápido desarrollo de todas esas tecnologías. Ferrocarriles, caminos, canales y puentes fueron construidos rápidamente en la India y los enlaces telegráficos igualmente se establecieron con rapidez a fin de que las materias primas como el algodón, del interior de la India pudieran ser transportados de la manera más eficiente a los puertos, como el de Bombay, para su posterior exportación a Inglaterra.
Del mismo modo, las materias producidas de Inglaterra, fueron transportados de nuevo con la misma eficiencia,y puestos a la venta en los mercados florencientes de la India. Se iniciaron proyectos ferroviarios masivos, trabajos ferroviarios serios y gubernamentales, de los cuales las pensiones atrajeron a un gran número de hindúes de casta alta en el servicio público por primera vez. La función pública india era prestigiosa y bien pagado, pero permaneció políticamente neutral.
Las importaciones de algodón británico cubrieron el 55 % del mercado de la India en 1875. La producción industrial tal como se desarrolló en las fábricas europeas era desconocida hasta la década de 1850, las primeras fábricas de algodón se abrieron en Bombay, lo que planteo un desafío para la producción basada en el sistema de trabajo en casa o trabajo familiar.

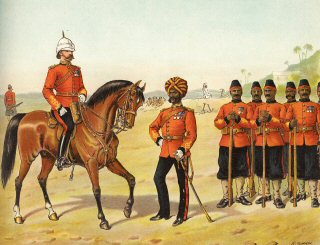
Regimiento de Madrás de Zapadores de la Reina, en 1896.

Los impuestos en la India disminuyeron durante el período colonial para la mayor parte de la población de la India; Con los ingresos fiscales de la tierra a un 15 % de la renta nacional durante la época de Mogul, comparado con el 1% al final del período colonial. El porcentaje del ingreso nacional para la economía del pueblo se incrementó de 44 % a 54 %  durante los tiempos de Mogul para el final del período colonial. El PIB per cápita de la India decreció de $ 550 en 1700 a $ 520 en 1857, aunque más tarde aumentó a $ 618 en 1947.

### Impacto económico

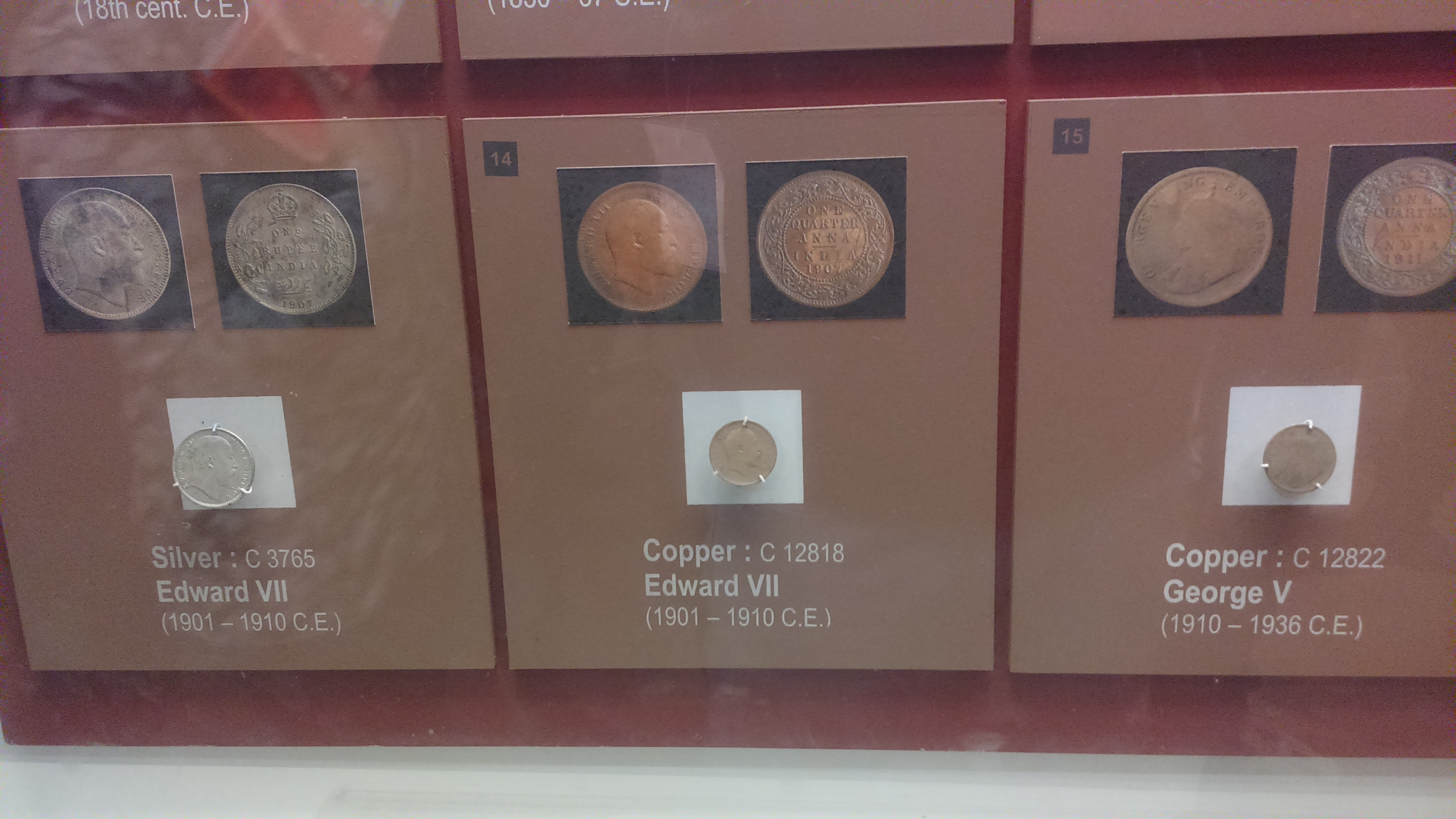
Monedas del Raj británico durante Eduardo VII y Jorge V, Museo de la India.

Los historiadores siguen debatiendo si el impacto a largo plazo de la dominación británica fue para acelerar el desarrollo económico de la India, o para distorsionar y retrasarlo. En 1780, el político conservador británico Edmund Burke planteó la cuestión de la posición de la India: atacó con vehemencia la Compañía de las Indias Orientales, alegando que Warren Hastings y otros altos funcionarios habían arruinado la economía de la India y de la sociedad. El historiador indio Rajat Kanta Ray (1998) siguió esta línea de ataque, diciendo que la nueva economía traída por los ingleses en el siglo XVIII era una forma de «saqueo» y una catástrofe para la economía tradicional del Imperio mogol.
Ray acusó a los británicos de agotar las reservas de alimentos y dinero y de imponer altos impuestos que causaron la terrible hambruna de Bengala en 1770, que mató a un tercio de la población de Bengala. P. J. Marshall muestra que estudios recientes han reinterpretado la idea de que la prosperidad de la administración Mogol anteriormente benigna dio paso a la pobreza y la anarquía. Sostiene que la toma de posesión británica no hizo ninguna ruptura con el pasado, que delega en gran medida el control de los gobernantes regionales Mogoles y sostuvo una próspera economía en general para el resto del siglo XVIII. Marshall recalca que los británicos se asociaron con los banqueros de la India y se crearon ingresos a través de los administradores tributarios locales, además mantuvo las antiguas tarifas Mogol de impuestos.
Muchos historiadores coinciden en que la Compañía de las Indias Orientales heredó un sistema de impuestos onerosos que se llevó a un tercio de la producción de los cultivadores de la India.
En lugar de la cuenta nacionalista india de los británicos como agresores extranjeros, la toma del poder por la fuerza bruta y el empobrecimiento de toda la India, Marshall presenta la interpretación (apoyado por muchos estudiosos de la India y Occidente) que los británicos no estaban en control total, sino que eran jugadores en lo que era principalmente un juego de la India y en el que su ascenso al poder dependía de la excelente cooperación con las élites indias.
Marshall admitió que gran parte de su interpretación sigue siendo muy controvertida entre muchos historiadores.

## 1860 a 1890: Nueva clase media, Congreso Nacional Indio
En 1880, una nueva clase media había surgido en la India y se esparció en todo el país. Por otra parte, hubo una creciente solidaridad entre sus miembros, creada por los "estímulos conjuntos de aliento e irritación." El estímulo que transmitía esta clase de vino de su éxito en la educación y su capacidad para acogerse a las ventajas de la educación, así como en el empleo en la función pública india. Llegó también a partir de la proclamación de la reina Victoria en 1858 en la que se había declarado: "Nos hemos unido a los nativos de nuestros territorios indios por la misma obligación del deber que nos une a todas las otras materias."  Los indios fueron especialmente alentados cuando Canadá les concedió estatus de dominio en 1867 y estableció una constitución democrática autónoma. Por último, el estímulo provino del trabajo de los estudiosos orientales contemporáneas como Monier Monier-Williams y Max Müller, que en sus obras se presentó la antigua India como una gran civilización. La irritación, por el contrario, no vino solo de los incidentes de discriminación racial a manos de los británicos en la India, sino también de las acciones gubernamentales, como el uso de tropas indias en las campañas imperiales (por ejemplo, en la segunda guerra anglo-afgana) y de los intentos de controlar la prensa vernácula (por ejemplo, en la Ley de prensa vernácula de 1878). Sin embargo, fue la reversión parcial del virrey Lord Ripon del proyecto de Ilbert Bill (1883), una medida legislativa que había propuesto poner a los jueces indios en la Presidencia de Bengala en igualdad de condiciones con las británicos, lo que transformó el descontento en acción política. El 28 de diciembre de 1885, profesionales e intelectuales de esta clase media educada, muchos de las nuevas universidades-británicas fundadas en Bombay, Calcuta y Madrás, y familiarizados con las ideas de los filósofos políticos británicos, especialmente los utilitarios montados en Bombay. Los setenta hombres fundaron el Congreso Nacional de la India; Womesh Chandra Bonerjee fue elegido como el primer presidente. La Comisión estaba integrada por una élite occidentalizada, y no se hizo ningún esfuerzo en ese momento para ampliar la base.
Durante sus primeros veinte años, el Congreso debatió principalmente la política británica hacia la India; Sin embargo, sus debates crearon una nueva perspectiva de la India que llevó a cabo Gran Bretaña responsable del drenaje de la riqueza de la India. Gran Bretaña hizo esto, afirmaban los nacionalistas, debido al comercio desleal, por la restricción de la industria india, y por el uso de los impuestos de la India para pagar los altos salarios de los funcionarios públicos británicos en la India.

### 1870 -1907: Reformadores sociales, los moderados contra los extremistas
Los principales logros de Baring fueron como un reformador enérgico, que se dedicó a la mejora de la calidad del gobierno en el Raj británico. Comenzó el alivio de la hambruna a gran escala, la reducción de impuestos, y se sobrepuso a los obstáculos burocráticos en un esfuerzo por reducir tanto el hambre y el malestar social generalizado. Aunque designado por un gobierno liberal, sus políticas eran muy similares a las de virreyes nombrados por gobiernos conservadores.
La reforma social estaba en el aire por la década de 1880. Por ejemplo, Pandita Ramabai, poeta, experto en sánscrito, y un defensor de la emancipación de las mujeres indias, tomó la causa de las viudas que buscan casarse de nuevo, especialmente de las viudas Brahamin, más tarde se convirtió al cristianismo. En 1900 los movimientos de reforma habían arraigado en el Congreso Nacional Indio. Gopal Krishna Gokhale miembro de Congreso y fundador de los Siervos de la sociedad de la India, que presionaron para la reforma legislativa (por ejemplo, para una ley que permitiera el nuevo matrimonio de las niñas viudas hindúes), y cuyos miembros tomaron los votos de pobreza, además trabajó en la comunidad intocable.
En 1905, se abrió un profundo abismo entre los moderados, dirigidos por Gokhale, que minimizó la agitación pública, y los nuevos "extremistas" que no solo defendían la agitación, sino que también perseguían la búsqueda de la reforma social como una distracción de nacionalismo. Destacaba, entre los extremistas Bal Gangadhar Tilak, que trató de movilizar a los indios, apelando a una identidad política explícita hindú, que se muestra, por ejemplo, en los festivales anuales públicos de Ganapati que se inauguran en el oeste de la India.

### Partición de Bengala (1905–1911)
| |
| Bal Gangadhar Tilak, fue el primer líder del movimiento Indio de Independencia, y conocido como el padre de los disturbios Indios y constructor de la India moderna. |

| |
| Virret George Nathaniel Curzon (1899–1905). Él promovió muchas reformas pero su partición de Bengala en provincias musulmanas e hindúes indignó al pueblo. |

| |
| Sir Khawaja Salimullah, un bengalí de influencia aristócrata y aliado de los británicos, que fuertemente favoreció la creación de Bengala del Este y Assam. |

| |
| Portada de una emisión de una revista Tamil de 1909 "Vijaya" mostrando "Madre India" con su diversa progenie y el grito de guerra" Vande Mataram. |

El entonces Virrey, Lord Curzon (1899-1905) fue inusualmente enérgicó en la búsqueda de la eficiencia y la reforma.  Su agenda incluyó la creación de la provincia de la Frontera del Noroeste; pequeños cambios en la función pública; la aceleración de las operaciones de la secretaría; la creación de un estándar de oro para asegurar una moneda estable; creación de una Junta de tren; la reforma de riego; la reducción de las deudas campesinas; la reducción del costo de los telegramas; la investigación arqueológica y la preservación de las antigüedades; mejoras en las universidades; reformas de la policía; la mejora de las funciones de los estados nativos; un nuevo Departamento de Comercio e Industria; promoción de la industria; políticas de ingresos de la tierra revisadas; bajar los impuestos; la creación de bancos agrícolas; la creación de un Departamento de Agricultura; patrocinio de la investigación agrícola; el establecimiento de una Biblioteca Imperial; la creación de un Cuerpo de Cadetes Imperial; nuevos códigos de hambruna; y de hecho, reducir la molestia del humo en Calcuta.
El problema surgió por Curzon cuando partió la mayor subdivisión administrativa en la India británica, la provincia de Bengala, en la provincia de mayoría musulmana de Bengala Oriental y Assam y la provincia de mayoría hindú de Bengala Occidental (actuales estados indios de Bengala Occidental, Bihar y Odisha). El acto de Curzon, la partición de Bengala -que algunos consideraban administrativamente positiva, comunalmente cargada, sembró las semillas de la división entre los indios de Bengala, que habían sido contemplados por las distintas administraciones coloniales desde los tiempos de William Bentinck, pero nunca actuó acorde, para transformar la política nacionalista en algo como ninguna otra cosa antes de ella. La élite hindú de Bengala, entre ellos muchos de los que poseían tierras en el este de Bengala que fueron arrendadas a campesinos musulmanes, protestó fervientemente.
A raíz de la partición de Bengala, que era una estrategia establecida por Lord Curzon para debilitar el movimiento nacionalista, Tilak alentó el movimiento Swadeshi y el movimiento de boicot. Este movimiento consistía en un boicot a los productos extranjeros y también el boicot social de cualquier indio que los usara. El movimiento Swadeshi consistía en el uso de los bienes producidos de forma nativa. Una vez que fueron boicoteadas productos extranjeros, había un hueco que tenía que ser llenado por la producción de aquellos bienes en la propia India. Bal Gangadhar Tilak dice que los movimientos Swadeshi y el boicot son las dos caras de la misma moneda. La gran clase media hindú de Bengala (el bhadralok), se molestó ante la perspectiva de ser superados en número bengalíes en la nueva provincia de Bengala por biharis y Oriyas, sintieron que el acto de Curzon era un castigo por su asertividad política. Las protestas generalizadas contra la decisión de Curzon tomaron la forma predominante de la Swadeshi  ("comprar india") campaña dirigida por dos veces presidente del Congreso, Surendranath Banerjee, y el boicot a los productos británicos involucrados.
El grito de guerra para ambos tipos de protesta fue el lema Bande Mataram ("Saludo a la madre"), que invoca una diosa madre, que permanece de diversas maneras para Bengala, India, y la diosa hindú Kali. Sri Aurobindo nunca fue más allá de la ley cuando editó la revista Vande Mataram; que predicaba la independencia, pero dentro de los límites de la paz en la medida de lo posible. Su objetivo era la resistencia pasiva. El malestar se extendió desde Calcuta a las regiones circundantes de Bengala cuando los estudiantes regresaron a sus pueblos y ciudades. Algunos se involucraron en el robo para financiar actividades terroristas como el bombardeo de edificios públicos, pero las conspiraciones en general, fracasaron en la cara del intenso trabajo policial. El movimiento de boicot Swadeshi cortó las importaciones de textiles británicos en un 25%. La tela swadeshi, aunque más caro y un poco menos cómoda que su competidor Lancashire, fue usada como una marca de orgullo nacional por la gente de toda la India.

### 1906–1909: Liga Musulmana, reformas Minto-Morley
Las protestas hindúes contra la partición de Bengala llevaron a la élite musulmana en la India a organizar la India Muslim League en 1906. La Liga a favoreció la partición de Bengala, ya que había una mayoría musulmana en la mitad oriental. En 1905, cuando Tilak y Lajpat Rai intentaron subir a posiciones de liderazgo en el Congreso, y el propio Congreso se unió en torno al simbolismo de Kali, por lo que los temores musulmanes aumentaron. La élite musulmana, incluyendo Dhaka Nawab Khwaja y Salimullah, esperaba que una nueva provincia con una mayoría musulmana beneficiaría directamente a los musulmanes que aspiraban al poder político.
Se dieron los primeros pasos hacia el autogobierno en la India británica a finales del siglo XIX con el nombramiento de los consejeros de la India para asesorar al virrey británico y el establecimiento de los consejos provinciales con los miembros de la India; los británicos, posteriormente, ampliaron la participación en los consejos legislativos con la Ley de Consejos de la India de 1892. Las corporaciones y Juntas Municipales de Distrito fueron creadas para la administración local; Entre ellos fueron elegidos miembros de la India.
La Ley de Consejos de la India de 1909, conocida como las reformas Morley-Minto (John Morley fue el secretario de Estado para la India, y Minto fue virrey) - concedió roles limitados para los indios en las legislaturas centrales y provinciales. Indios de clase alta, ricos terratenientes y hombres de negocios fueron favorecidos. La comunidad musulmana hizo un electorado independiente y concedió la doble representación. Los objetivos eran bastante conservadores, pero hicieron avanzar el principio electivo.
La partición de Bengala fue anulada en 1911 y anunciado en Delhi Durbar en la que el rey Jorge V vino en persona y fue coronado emperador de la India. Anunció la capital, se trasladó desde Calcuta a Delhi, a una fortaleza musulmana. Morley fue especialmente vigilante en el aplastamiento de los grupos revolucionarios.

## 1914–1947

### 1914–1918: Primera Guerra Mundial, Pacto de Lucknow
| |
| Enfermeros indios que asisten a los soldados heridos con la Fuerza expedicionaria de Mesopotamia en Mesopotamia durante la Primera Guerra Mundial. |

| |
| Sepoy Khudadad Khan, el primer Indio en ser premiado con el premio Victoria Cross, el más alto galardón del imperio británico durante la guerra. Khan, del distrito Chakwal, Punyab (hoy en día Pakistán) estaba peleando en el frente oeste en 1914. |

| |
| Mohandas Karamchand Gandhi (sentado en el carruaje, a la derecha, los ojos bajos, con el sombrero flat-top negro) recibió una gran bienvenida en Karachi en 1916 después de su regreso a la India de Sudáfrica. |

La Primera Guerra Mundial demostraría ser un punto de inflexión en la relación imperial entre Reino Unido de Gran Bretaña e Irlanda y la India. Poco antes del estallido de la guerra, el Gobierno de la India había indicado que podrían proporcionar dos divisiones más una brigada de caballería, con una división adicional en caso de emergencia. Cerca de 1,4 millones de soldados indios y británicos del ejército indio británico formaron parte de la guerra, principalmente en Irak y Medio Oriente. Su participación tuvo una amplia precipitación en la difusión cultural, se difundieron noticias de cómo los soldados valientemente lucharon y murieron junto a los soldados británicos, así como soldados de dominios como Canadá y Australia. El perfil internacional de la India aumentó durante la década de 1920, ya que se convirtió en un miembro fundador de la Sociedad de Naciones en 1920 y participó, bajo el nombre de "Les Indes Anglaises" (British India), en los Juegos Olímpicos de 1920 en Amberes. De vuelta en la India, especialmente entre los líderes del Congreso Nacional de la India, la guerra llevó a la exigencia de una mayor autonomía para los indios.
Después de la separación 1906 entre los moderados y los extremistas, la actividad política organizada por el Congreso había permanecido fragmentada hasta 1914, cuando Bal Gangadhar Tilak  fue puesto en libertad y comenzó a sondear a otros líderes del Congreso para una posible reunificación. Eso, sin embargo, tuvo que esperar hasta la desaparición de los principales oponentes moderados de Tilak, Gopal Krishna Gokhale y Pherozeshah Mehta, en 1915, con lo cual se llegó a un acuerdo para que el grupo expulsado de Tilak pueda volver a entrar en el Congreso.
En la sesión de Lucknow de 1916 del Congreso, los partidarios de Tilak fueron capaces de impulsar una resolución más radical que pedía a los británicos declarar que era su "objetivo y la intención de conferir ... autogobierno en la India en una fecha temprana". Pronto, otros rumores comenzaron a aparecer en los pronunciamientos públicos: en 1917, en el Consejo Legislativo Imperial, Madan Mohan Malaviya hablaron de las expectativas que la guerra había generado en la India, "Me atrevo a decir que la guerra ha puesto el reloj cincuenta años hacia adelante ... (las) reformas después de la guerra tendrán que ser tal, ... como va a satisfacer las aspiraciones de su gente (de la India) para tomar su parte legítima en la administración de su propio país".
La sesión de 1916 Lucknow en el Congreso fue también el lugar de un esfuerzo mutuo no anticipado por el Congreso y la Liga Musulmana, la ocasión para la cual fue proporcionada por la asociación durante la guerra entre Alemania y Turquía. Dado que el sultán turco, o Khalifah, también habían reclamado esporádicamente la tutela de los sitios sagrados islámicos de La Meca, Medina y Jerusalén, puesto que los británicos y sus aliados estaban ahora en conflicto con Turquía, las dudas comenzaron a aumentar entre algunos musulmanes de la India sobre la "neutralidad religiosa" de los británicos, las dudas que ya habían surgido como resultado de la reunificación de Bengala en 1911, una decisión que fue vista como mal dispuesto para los musulmanes.
En el Pacto de Lucknow, la Liga se unió al Congreso en la propuesta de un mayor autogobierno que fue una campaña a favor de Tilak y sus seguidores; A cambio, el Congreso aceptó electorados separados para los musulmanes en las legislaturas provinciales, así como el Consejo Legislativo Imperial. En 1916, la Liga Musulmana tenido en cualquier lugar entre 500 y 800 miembros y sin embargo no tener su siguiente más amplio entre los musulmanes de la India de los últimos años; en la propia Liga, el pacto no tenía respaldo unánime, en gran parte después de haber sido negociado por un grupo de "jóvenes del partido" musulmanes de las provincias Unidas (UP), lo más prominente, dos hermanos y Mohammad Shaukat Ali, que había abrazado el Pan causa islámica; Sin embargo, sí tiene el apoyo de un joven abogado de Bombay, Muhammad Ali Jinnah, que más tarde fue a la altura de los roles de liderazgo tanto en la Liga y el movimiento de independencia de la India. En años posteriores, como todas las ramificaciones del pacto se desarrollaron, fue visto como beneficiar a las élites de la minoría musulmana de provincias como UP y Bihar más de las mayorías musulmanas de Punjab y Bengala, sin embargo, en ese momento, el "Pacto de Lucknow", fue un hito importante en la agitación nacionalista y fue visto por los británicos.
Durante 1916, dos Ligas de Autonomía fueron fundadas en el Congreso Nacional de la India por Tilak y Annie Besant, respectivamente, para promover la autonomía entre los indios, y también para elevar la estatura de los fundadores dentro del propio Congreso. La señora Besant, por su parte, también ha querido demostrar la superioridad de esta nueva forma de agitación organizada, que había logrado cierto éxito en el movimiento de la autonomía de Irlanda, a la violencia política que tuvo intermitentemente plagado el subcontinente durante los años 1907- 1914. Los dos Ligas centraron su atención en las regiones geográficas complementarias: Tilak de en el oeste de la India, en la presidencia el sur de Bombay, y la señora Besant en el resto del país, pero especialmente en la Presidencia de Madrás y en regiones como Sind y Guyarat que hasta entonces habían sido considerado políticamente inactivo por el Congreso. Ambas ligas adquirieron rápidamente nuevos miembros - aproximadamente treinta mil cada uno en un poco más de un año - y comenzaron a publicar periódicos de bajo costo. Su propaganda también se dirigió a los carteles, panfletos y canciones político-religiosos, y más tarde a las reuniones de masas, que no solo atrajeron mayor número que en sesiones anteriores del Congreso, sino también completamente nuevos grupos sociales, como los no brahmanes, comerciantes, agricultores, estudiantes y los trabajadores del gobierno de nivel inferior. A pesar de que no alcanzaron la magnitud o el carácter de un movimiento de masas en todo el país, las ligas del Gobierno Autónomo ambos profundizan y amplían la agitación política organizada por el autogobierno en la India. Las autoridades británicas reaccionaron imponiendo restricciones a las Ligas, incluyendo cerrar el paso a los estudiantes de las reuniones y la prohibición de los dos líderes de viajar a ciertas provincias.
El año 1915 también vio el regreso de Mohandas Karamchand Gandhi en la India. Ya conocido en la India como resultado de sus libertades civiles protestas en favor de los indios en Sudáfrica, Gandhi siguió el consejo de su mentor Gopal Krishna Gokhale y optó por no hacer ningún pronunciamiento público durante el primer año de su regreso, pero en su lugar pasó el año viajando, observando el país de primera mano, y la escritura. Anteriormente, durante su estancia Sudáfrica, Gandhi, abogado de profesión, había representado a una comunidad indígena, que, aunque pequeña, era lo suficientemente diverso como para ser un microcosmos de la propia India. Al abordar el reto de mantener a esta comunidad y hacer frente al mismo tiempo la autoridad colonial, que había creado una técnica de la resistencia no violenta, que él llamó Satyagraha (o, La lucha por la Verdad). Para Gandhi, Satyagraha era diferente de "rresistencia pasiva", para entonces una técnica familiar de la protesta social, que consideraba como una estrategia práctica adoptada por los débiles frente a la fuerza superior; Satyagraha, por el contrario, era para él el "último recurso de aquellos lo suficientemente fuertes en su compromiso con la verdad que someterse a sufrir en su causa." Ahimsa o "no violencia", que se formó el apuntalamiento de Satyagraha, llegó a representar el pilar gemelo, con la Verdad, de la perspectiva religiosa ortodoxa de Gandhi en la vida. Durante los años 1907-1914, Gandhi a prueba la técnica de Satyagraha en una serie de protestas en favor de la comunidad india en Sudáfrica contra las leyes raciales injustas.
Además, durante su estancia en Sudáfrica, en su ensayo, Hind Swaraj, (1909), Gandhi formuló su visión de Swaraj, o "autogobierno" de la India sobre la base de tres ingredientes vitales: solidaridad entre los indios de diferentes religiones, pero la mayoría de todos entre hindúes y musulmanes; la eliminación de los intocables de la sociedad india; y el ejercicio de swadeshi - el boicot a los productos manufacturados extranjeros y la reactivación de la industria artesanal de la India. Los dos primeros, que sentía, eran esenciales para que la India sea una sociedad igualitaria y tolerante, uno acorde con los principios de la Verdad y la no violencia, mientras que el último, por lo que los indios más autosuficientes, sería romper el ciclo de dependencia que no solo perpetrar la dirección y el tenor de la dominación británica en la India, sino también el compromiso británico a ella. Por lo menos hasta 1920, la propia presencia británica, no era un obstáculo en la concepción de swaraj; de Gandhi; más bien, fue la incapacidad de los indios para crear una sociedad moderna.

### 1917-1919: Satyagraha, reformas Montagu-Chelmsford, Jallianwala Bagh

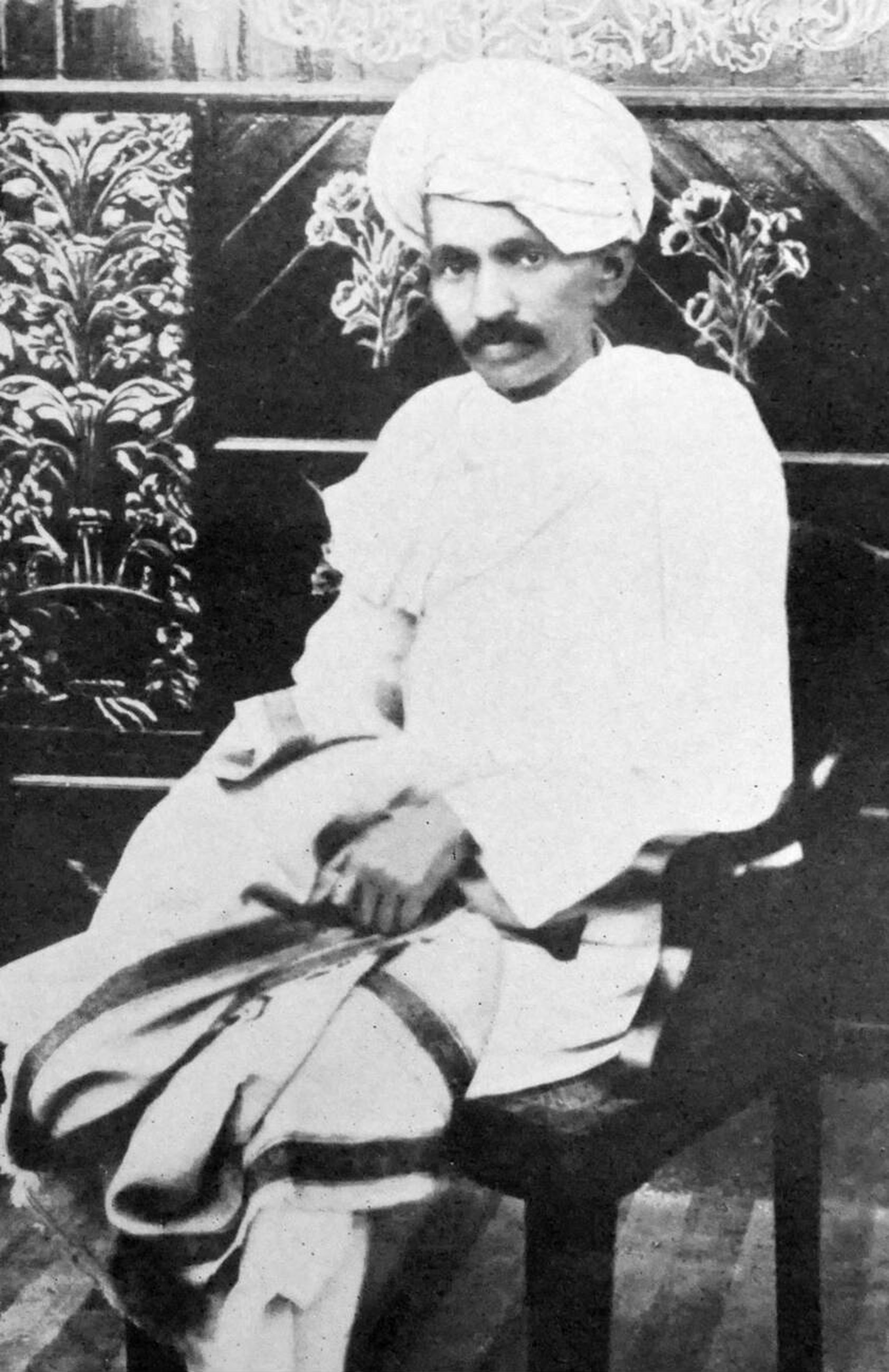
Gandhi en la época del Kheda Satyagraha, 1918.

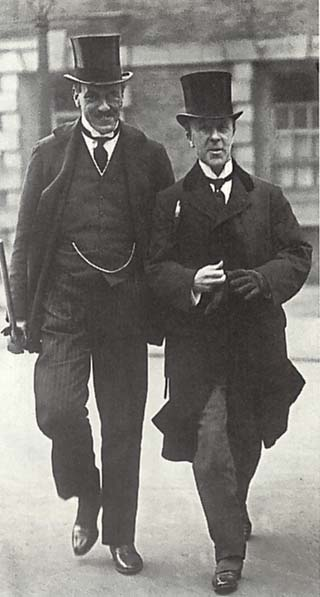
Edwin Montagu, a la izquierda, el secretario de Estado de la India, cuyo reporte condujo al Acta de Gobierno de la India de 1919, también conocida como las reformas de Montford o las reformas de Montagu-Chelmsford.

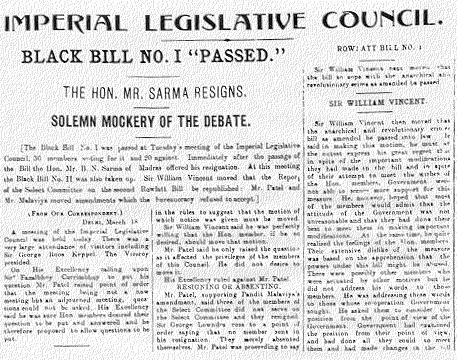
Titulares sobre los Bills Rowlatt (1919) a partir de un periódico nacionalista en la India. A pesar de todos los indios no oficiales sobre el Consejo Legislativo votó en contra de los Bills Rowlatt, el gobierno fue capaz de forzar su paso por el uso de su mayoría.

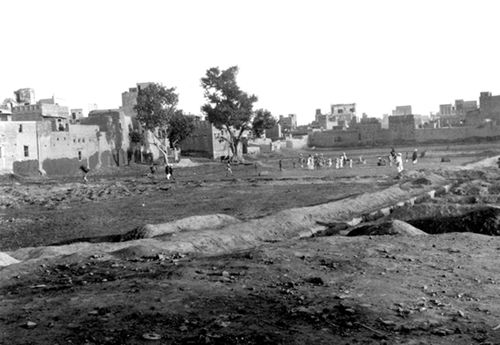
El Jallianwalla Bagh en 1919, unos meses antes de la masacre que ocurrió el 13 de abril.

Gandhi hizo su debut político en la India en 1917 en el distrito de Champaran de Bihar, cerca de la frontera de Nepal, donde fue invitado por un grupo de agricultores arrendatarios descontentos que, durante muchos años, se había obligado a índigo siembra (para colorantes) en una porción de sus tierras y luego venderlo a precios por debajo del mercado a los plantadores británicos que les había arrendado la tierra. A su llegada en el distrito, Gandhi se unió a otros agitadores, incluyendo un líder joven Congreso, Rajendra Prasad, de Bihar, que se convertiría en un partidario leal de Gandhi y pasar a desempeñar un papel destacado en el movimiento de independencia de la India. Cuando Gandhi se le ordenó salir por las autoridades británicas locales, se negó por razones morales, la creación de su negativa como una forma de individuo Satyagraha. Pronto, bajo la presión del virrey en Delhi que estaba ansioso por mantener la paz interior durante tiempos de guerra, el gobierno provincial rescindió orden de expulsión de Gandhi, y más tarde estuvo de acuerdo en una investigación oficial sobre el caso. Aunque, los plantadores británicos finalmente se rindieron, no fueron ganados para la causa de los agricultores, y por lo tanto no produjeron el resultado óptimo de un Satyagraha de Gandhi que había esperado; Del mismo modo, los propios agricultores, aunque contentos con la resolución, respondieron con entusiasmo al menos de los proyectos concurrentes de potenciación rural y la educación que Gandhi había inaugurado en consonancia con su ideal de swaraj. Al año siguiente, Gandhi lanzó dos satyagrahas más - tanto en su Guyarat nativa - uno en el distrito de Kaira rural donde los agricultores propietarios de tierras protestaban aumentaron tierra-ingreso y el otro en la ciudad de Ahmedabad, donde los trabajadores en una fábrica textil de propiedad india estaban preocupados por sus bajos salarios. La satyagraha en Ahmedabad tomó la forma de Gandhi en ayunas y el apoyo a los trabajadores en una huelga, que finalmente llevó a un acuerdo. En Kaira, por el contrario, aunque los agricultores porque recibió publicidad de la presencia de Gandhi, la satyagraha en sí, que consistía en los agricultores decisión colectiva de retener el pago, no fue un éxito inmediato, ya que las autoridades británicas se negaron a dar marcha atrás. La agitación en Kaira ganó por Gandhi otro teniente de toda la vida en Sardar Vallabhbhai Patel, que había organizado los agricultores, y que también pasaría a desempeñar un papel de liderazgo en el movimiento de independencia de la India. Champaran, Kaira, y Ahmedabad fueron hitos importantes en la historia de los nuevos métodos de protesta social en la India de Gandhi.
En 1916, frente a la nueva fuerza demostrada por los nacionalistas con la firma del Pacto de Lucknow y la fundación de las ligas del Gobierno autónomo, y la realización, después de la catástrofe en la campaña mesopotámica, que la guerra duraría probablemente más largo, el nuevo virrey, lord Chelmsford, advirtió que el Gobierno de la India tenía que ser más sensible a la opinión de la India. Hacia el final del año, después de las conversaciones con el gobierno de Londres, sugirió que los británicos demuestran su buena fe - a la luz del papel guerra indio - a través de una serie de acciones públicas, incluyendo premios de títulos y honores a los príncipes, la concesión de las comisiones en el ejército a los indios, y la eliminación de los impuestos especiales de algodón mucho vilipendiado-, pero, lo más importante, un anuncio de futuros planes de gran Bretaña de la India y una indicación de algunas medidas concretas. Después de más discusión, en agosto de 1917, el nuevo Secretario liberal de Estado de la India, Edwin Montagu, anunció el objetivo británica de "aumentar la asociación de indios en todas las ramas de la administración, y el desarrollo gradual de las instituciones autónomas, con miras a la realización progresiva de un gobierno responsable en la India como parte integrante del Imperio británico ". Aunque el plan prevé un autogobierno limitado en un principio solo en las provincias con la India - con énfasis en el Imperio británico - que representaba la primera propuesta británica para cualquier forma de gobierno representativo en una colonia no blanca.
Anteriormente, en el inicio de la Primera Guerra Mundial, el cambio de destino de la mayor parte del ejército británico en la India a Europa y Mesopotamia, había dirigido el virrey anterior, Señor Harding, que preocuparse por los "riesgos involucrados en la India denudando de las tropas." La violencia revolucionaria ya había sido motivo de preocupación en la India británica; en consecuencia, en 1915, para fortalecer sus poderes durante lo que se vio fue un momento de mayor vulnerabilidad, el Gobierno de la India aprobó la Ley de Defensa de la India, lo que le permitió internar disidentes políticamente peligrosas sin el debido proceso, y se añade a la potencia ya tenido - en virtud de la Ley de prensa 1910 - tanto para encarcelar a periodistas sin juicio y censurar a la prensa. Fue bajo la Ley de Defensa de la India que los hermanos Ali fueron encarcelados en 1916, y Annie Besant, una mujer europea, y normalmente más problemático para encarcelar, en 1917. Ahora, como la reforma constitucional se empezó a discutir en serio, los británicos comenzaron a considerar cómo los nuevos indios moderados podrían presentarse en el redil de la política constitucional y, al mismo tiempo, cómo la mano de constitucionalistas establecidos podría reforzarse. Sin embargo, dado que el Gobierno de la India quería asegurarse contra cualquier sabotaje del proceso de reforma de los extremistas, y puesto que su plan de reforma fue ideado durante un tiempo cuando la violencia extremista había disminuido como resultado de un mayor control gubernamental, sino que también comenzó a considerar cómo algunos sus rápidos tiempos de guerra potencias podrían extenderse en el tiempo de la paz.
En consecuencia, en 1917, así como Edwin Montagu, anunció las nuevas reformas constitucionales, una comisión presidida por un juez británico, el Sr. SAT Rowlatt, fue encargada de investigar "conspiraciones revolucionarias", con el objetivo declarado de ampliación de las competencias del tiempo de guerra del gobierno. El comité Rowlatt presentó su informe en julio de 1918 y se identificaron tres regiones de insurgencia conspirativa: Bengala, la Presidencia de Bombay y el Punyab. Para combatir los actos subversivos en estas regiones, el comité recomendó que el gobierno poderes uso de emergencia similares a su autoridad en tiempos de guerra, que incluía la posibilidad de probar los casos de sedición por un panel de tres jueces, y sin jurados, imposición de los valores de los sospechosos, gubernamental que supervisa las residencias de los sospechosos, y el poder de los gobiernos provinciales para arrestar y detener a sospechosos en centros de detención a corto plazo y sin juicio.
Con el fin de la Primera Guerra Mundial, también hubo un cambio en el clima económico. A finales de 1919, 1,5 millones de indios habían servido en las fuerzas armadas en los roles tanto de combate como no combatientes, y la India había prestado £ 146 millones de dólares en ingresos para la guerra. El aumento de los impuestos, junto con perturbaciones en el comercio nacional e internacional tuvieron el efecto de duplicar el índice aproximado de los precios en general en la India entre 1914 y 1920. Volviendo veteranos de guerra, especialmente en el Punjab, creado una creciente crisis de desempleo, y después de la guerra la inflación conduce a disturbios por alimentos en Bombay, Madras, y las provincias de Bengala, una situación que fue hecho solo que peor por el hecho de que el monzón de 1918 a 1919 y por la especulación y la especulación. La epidemia mundial de gripe y la Revolución bolchevique de 1917 añadió a las inquietudes generales; el antiguo entre la población que ya están experimentando problemas económicos, y el segundo entre los funcionarios públicos, por temor a una revolución similar en la India.
Para combatir lo que consideraba como una crisis que se avecina, ahora el gobierno redactó las recomendaciones del comité Rowlatt en dos proyectos de Ley Rowlatt. A pesar de que las facturas fueron autorizados para su consideración legislativa por Edwin Montagu, que se hicieron de mala gana, con la declaración de acompañamiento, "Aborrezco la sugerencia a primera vista de la preservación de la Ley de Defensa de la India en tiempos de paz hasta el punto de que Rowlatt y sus amigos creo necesario ". En la discusión subsiguiente y voto en el Consejo Legislativo Imperial, todos los miembros de la India expresaron su oposición a las cuentas. El Gobierno de la India fue, sin embargo, capaz de utilizar su "mayoría oficial" para garantizar el paso de los billetes a principios de 1919. Sin embargo, lo que pasó, en deferencia a la oposición de la India, era una versión menor del primer proyecto de ley, que ahora se permite poderes extrajudiciales, pero por un período de exactamente tres años y para el procesamiento únicamente de "movimientos anárquicos y revolucionarios", dejando caer por completo la segunda modificación que implica la factura del Código Penal de la India. Aun así, cuando se aprobó la nueva Ley de Rowlatt despertó la indignación generalizada en toda la India, Gandhi y trajo a la vanguardia del movimiento nacionalista.
Mientras tanto, Montagu y Chelmsford mismos finalmente presentaron su informe en julio de 1918 después de un largo viaje de investigación a través de la India el invierno anterior. Después de más discusión por el Gobierno y el Parlamento en Gran Bretaña, y la otra gira por la franquicia y Funciones Comisión con el propósito de identificar quién entre la población india podían votar en futuras elecciones, el Gobierno de India Act 1919 (también conocido como el Montagu-Chelmsford reformas) fue aprobada en diciembre de 1919. La nueva ley amplía tanto los consejos legislativos provinciales e imperiales y derogó el Gobierno de recurso de la India a la "mayoría oficial" en los votos favorables. A pesar de departamentos como el de defensa, las relaciones exteriores, el derecho penal, las comunicaciones, y los ingresos de impuestos fueron retenidos por el Virrey y el gobierno central en Nueva Delhi, otros departamentos como la salud pública, la educación, la renta de la tierra, la autonomía local fueron trasladados a las provincias. Las provincias en sí eran ahora a ser administrados bajo un nuevo sistema dyarchical, mediante el cual algunas áreas como la educación, la agricultura, el desarrollo de infraestructura, y la autogobierno local se convirtió en el dominio exclusivo de los ministros y legisladores de la India, y en última instancia los electores de la India, mientras que otros, como el riego, tierra-ingreso, la policía, las prisiones, y el control de los medios de comunicación permanecieron dentro del ámbito de competencia del gobernador británico y su consejo ejecutivo. La nueva ley también hace que sea más fácil para los indios de ser admitidos en el servicio civil y el cuerpo de oficiales del ejército.
Un mayor número de indios ahora se emancipaban, aunque, por votación a nivel nacional, constituían solo el 10% de la población total de adultos de sexo masculino, muchos de los cuales todavía eran analfabetos. En las legislaturas provinciales, los británicos continuaron ejercer cierto control mediante la asignación de asientos para los intereses especiales que consideraban cooperativa o útil. En particular, los candidatos rurales, generalmente afines al dominio británico y menos confrontación, se asignaron más escaños que sus contrapartes urbanas. Los asientos también estaban reservados para los no brahmanes, terratenientes, empresarios y graduados de la universidad. El director de "representación comunal", una parte integral de las reformas Minto-Morley, y más recientemente del Pacto de Lucknow Congreso de la Liga musulmana, se reafirmó, con los asientos están reservados para los musulmanes, sijs, cristianos indios, los anglo-indios, y domiciliado europeos, tanto en los consejos legislativos provinciales e Imperial. Las reformas Montagu-Chelmsford ofrecen indios la oportunidad más importante hasta ahora para el ejercicio del poder legislativo, especialmente a nivel provincial; Sin embargo, esa oportunidad también fue restringido por el número aún limitado de los votantes, por los pequeños presupuestos disponibles para las legislaturas provinciales, y por la presencia de asientos de interés rurales y especiales que fueron vistos como instrumentos de control británico. Su ámbito de aplicación es satisfactorio para los líderes políticos de la India, expresado famoso por Annie Besant como algo "indigno de Inglaterra para ofrecer y la India a aceptar".
La Masacre de Amritsar o "matanza de Amritsar", se llevó a cabo en el jardín público Jallianwala Bagh en la norteña ciudad predominantemente sij de Amritsar. Después de varios días de disturbios General de Brigada Reginald E.H. Dyer prohibió las reuniones públicas y domingo 13 de abril de 1919 cincuenta soldados del Ejército indio británico al mando de Dyer comenzó a disparar en una reunión sin armas de miles de hombres, mujeres y niños sin previo aviso. estimaciones de la muerte varían ampliamente, con el Gobierno de la India de informes 379 muertos, 1100 heridos.  El Congreso Nacional de la India calcula tres veces el número de muertos. Dyer fue retirado de servicio, pero se convirtió en un célebre héroe en Gran Bretaña entre la gente con conexiones con el Raj. Los historiadores consideran que el episodio fue un paso decisivo hacia el final de la dominación británica en la India.

### 1920: Falta de cooperación, Khilafat, Comisión Simon, catorce puntos de Jinnah
| |
| Mahatma Gandhi con el Dr. Annie Besant en ruta a una reunión en Madras en septiembre de 1921. Anteriormente en Madurai, el 21 de septiembre de 1921, Gandhi adoptó el taparrabo por primera vez como símbolo de su identificación con la pobreza de la India. |

| |
| Fotografía del personal y de los estudiantes del Colegio Nacional, Lahore, fundado en 1921 por Lala Lajpat Rai por estudiantes preparándose para el movimiento de no cooperación. De pie, el cuarto desde la derecha, es futuro revolucionario Bhagat Singh. |

En 1920, después de que el gobierno británico se negó a dar marcha atrás, Gandhi comenzó su campaña de no cooperación, lo que llevó a muchos indios para volver premios y honores británicos, a renunciar a la función pública, y de nuevo a boicotear los productos británicos. Además, Gandhi reorganizó el Congreso, transformándolo en un movimiento de masas y la apertura de sus miembros incluso a los indios más pobres. Aunque Gandhi detuvo el movimiento de no cooperación en 1922 después de que el incidente violento en Chauri chaura, el movimiento revivió de nuevo, a mediados de la década de 1920.
La visita, en 1928, de la Comisión británica Simon, encargado de la institución de la reforma constitucional en la India, dio lugar a protestas generalizadas en todo el país. Anteriormente, en 1925, las protestas no violentas del Congreso habían reanudado también, esta vez en Guyarat, y dirigido por Patel, que organizó a los agricultores a rechazar el pago de mayores impuestos sobre la tierra; el éxito de esta protesta, el Bardoli Satyagraha, trajo Gandhi de vuelta al redil de la política activa.

### 1929-1937: del CID, Ley de Gobierno de la India
| |
| El británico PM Ramsay MacDonald a la derecha de Gandhi en la 2.ª Conferencia de la Mesa Redonda. Primer plano, cuarto de izquierda, es B. R. Ambedkar representando el "Dalit." |

| |
| Una cubierta del primer día emitió el 1 de abril de 1937 que conmemora la separación de Birmania desde el Imperio de la India británica. |

En su reunión anual en Lahore, el Congreso Nacional Indio, bajo la presidencia de Jawaharlal Nehru, emitió una demanda de Purna Swaraj (Hindi: "total independencia"), o Purna Swarajya. La declaración fue elaborada por la Comisión de Trabajo del Congreso, que incluía Gandhi, Nehru, Patel y Chakravarthi Rajagopalachari. Gandhi llevó posteriormente un movimiento ampliado de la desobediencia civil, que culminó en 1930 con la Sal Satyagraha, en el que miles de indios desafiaron el impuesto sobre la sal, con una marcha hacia el mar y hacer su propia sal por evaporación de agua de mar. A pesar de que muchos, incluyendo a Gandhi, fueron detenidos, el gobierno británico finalmente cedió, y en 1931 Gandhi viajó a Londres para negociar una nueva reforma en las mesas redondas.
En términos locales, el control británico se basaba en la función pública india, pero se enfrentó a dificultades cada vez mayores. Cada vez hay menos jóvenes en Gran Bretaña estaban interesados en unirse, y la desconfianza de continuación de indios resultaron en una base decreciente en términos de calidad y cantidad. En 1945 los indios eran numéricamente dominante en el ICS y de emisión fue leal dividida entre el Imperio y la independencia. Las finanzas de la Raj dependían de impuestos sobre la tierra, y éstos se convirtieron en un problema en la década de 1930. Epstein argumenta que después de 1919 se hizo más y más difícil de percibir los ingresos de la tierra. la supresión de la desobediencia civil del Raj después de 1934 aumentó temporalmente el poder de los agentes de rentas, pero después de 1937 se vieron obligados por los nuevos gobiernos provinciales controladas por el Congreso para devolver las tierras confiscadas. De nuevo, el estallido de la guerra los fortaleció, en la cara del movimiento Quit India los recaudadores de impuestos tenían que depender de la fuerza militar y por el control británico 1946-1947 directa fue desapareciendo rápidamente en gran parte del campo.
En 1935, después de que las mesas redondas, el Parlamento aprobó el Gobierno de la India Ley de 1935, que autorizó el establecimiento de asambleas legislativas independientes en todas las provincias de la India británica, la creación de un gobierno central que incorpora tanto las provincias británicas y los estados principescos, y la protección de las minorías musulmanas. La futura Constitución de la India independiente se basa en este acto. Sin embargo, se divide el electorado en 19 categorías religiosas y sociales, por ejemplo, musulmanes, sijs, cristianos de la India, las clases deprimidas, propietarios de tierras, comercio e industria, los europeos, los anglo- indios, etc., cada una de ellas se le dio la representación por separado en el Provincial asambleas legislativas. Un votante puede emitir un voto solo para los candidatos en su propia categoría.
En las elecciones de 1937 del Congreso obtuvo victorias en siete de las once provincias de la India británica. Los gobiernos de congresos, con amplios poderes, se formaron en estas provincias. El apoyo de los votantes generalizada para el Congreso Nacional de la India sorprendió a los funcionarios Raj, que previamente habían visto el Congreso como un cuerpo pequeño elitista.

### 1938-1941: Segunda Guerra Mundial, la Resolución de Lahore de la Liga Musulmana
| |
| A. K. Fazlul Huq, conocido como Sher-e-Bangla o Tigre de Bengala, fue el primer primer ministro de Bengala electo, líder del partido Krishak Praj (K. P. P.) y un importante aliado de la Liga Musulmana. |

| |
| Chaudhari Khaliquzzaman (izquierda) la adscripción de la Resolución 1940 de Lahore de la Liga Musulmana con Jinnah (derecha) preside, y Liaquat Ali Khan (centro) |

|                                                                               |
| Recién llegadas las tropas indias en el muelle en Singapur, noviembre de 1941 |

| |
| Tropas del ejército indio sij en acción durante la operación Crusader en la Campaña del Desierto del Este en África del Norte en noviembre y diciembre de 1941. |

Mientras que la Liga Musulmana era un pequeño grupo de élite en 1927 con solo 1300 miembros, creció rápidamente una vez que se convirtió en una organización que se acercó a las masas, llegando a 500.000 miembros en Bengala en 1944, 200.000 en el Punyab, y cientos de miles en otros lugares. Jinnah ahora estaba en condiciones de negociar con los británicos desde una posición de poder. Con el estallido de la Segunda Guerra Mundial en 1939, el virrey, Lord Linlithgow, declaró la guerra en nombre de la India sin consultar a sus líderes, lo que lleva a los ministerios provinciales a renunciar en protesta. La Liga Musulmana, por el contrario, con el apoyo de Gran Bretaña en la guerra mantuvo su control del gobierno en tres provincias principales, Bengala, Sind y el Punjab.
Jinnah fue advertido en repetidas ocasiones que los musulmanes serían tratados injustamente en una India independiente dominada por el Congreso. El 24 de marzo de 1940 en Lahore, la Liga aprobó la "Resolución de Lahore", exigiendo que "Las áreas en las que los musulmanes son numéricamente mayoría como en las zonas orientales de la India del Norte - occidental, deben agruparse para constituir estados independientes en los que las unidades constituyentes deberán ser autónoma y soberana". Aunque hubo otros políticos musulmanes nacionales importantes, como el líder del Congreso Ab'ul Kalam Azad, y políticos musulmanes regionales influyentes, como AK Fazlul Huq, del izquierdista Partido Praja Krishak en Bengala, Sikander Hyat Khan del Partido Unionista Punjab arrendador dominada, y Abd al-Ghaffar Khan de la pro- Congreso Khudai Khidmatgar (popularmente, "camisas rojas") en la provincia de la Frontera Noroeste, los británicos, durante los próximos seis años, eran cada vez más para ver la Liga como el principal representante de la India musulmana.
El Congreso era secular y una fuerte oposición que tiene cualquier estado religioso. Se insistió en que había una unidad natural de la India, y en repetidas ocasiones acusó a los británicos por las tácticas de "divide y vencerás", basada en que llevó a los musulmanes consideran a sí mismos como extranjeros de los hindúes. Jinnah rechazó la idea de una India unida, e hizo hincapié en que las comunidades religiosas eran más básicas que un nacionalismo artificial. Proclamó la teoría de dos naciones, indicando en Lahore el 22 de marzo de 1940:
"El Islam y el hinduismo ... no son las religiones en el sentido estricto de la palabra, sino que son, de hecho, diferentes y distintas órdenes sociales, y es un sueño que los hindúes y los musulmanes nunca puede evolucionar una nacionalidad común, y este concepto erróneo de una nación india tiene problemas y conducirá la India a la destrucción si no somos capaces de revisar nuestras nociones en el tiempo. Los hindúes y los musulmanes pertenecen a dos filosofías religiosas diferentes, costumbres sociales, literatos, ellos ni se casan ni interdine juntos y, de hecho, pertenecen a dos civilizaciones diferentes que se basan principalmente en las ideas y concepciones en conflicto. Su aspecto de la vida y de la vida son diferentes ... para yugo juntos dos de estas naciones en un solo estado, uno como minoría numérica y la otra como una mayoría, debe dar lugar a un creciente descontento y la destrucción final de cualquier tipo de tejido que puede ser construido de modo que el gobierno de ese estado".
Mientras que el ejército indio ordinario en 1939 incluye unos 220.000 soldados nativos, se expandió por diez durante la guerra y se crearon pequeñas unidades navales y de la fuerza aérea. Más de dos millones de indios se ofrecieron como voluntarios para el servicio militar en el ejército británico. Jugaron un papel importante en numerosas campañas, especialmente en el Oriente Medio y el Norte de África. Las bajas fueron moderadas (en términos de la guerra mundial), con 24.000 muertos; 64.000 heridos; 12.000 desaparecidos (probablemente muerto), y 60.000 capturados en Singapur en 1942.
Londres pagó la mayor parte del costo del ejército de la India, que tuvo el efecto de borrar la deuda nacional de la India. Se puso fin a la guerra con un superávit de 1300 millones de £. Además, pesado gasto británica sobre las municiones producidas en la India (tales como uniformes, fusiles, ametralladoras, artillería de campaña, y municiones) condujo a una rápida expansión de la producción industrial, como el textil (un 16 %), acero (hasta 18 %), productos químicos (hasta 30 %). Pequeños barcos de guerra fueron construidos, y una fábrica de aviones abrieron en Bangalore. El sistema ferroviario, con 700.000 empleados, fue gravada con el límite de que la demanda de transporte se disparó.

### 1942-1945: La misión Cripps, INA

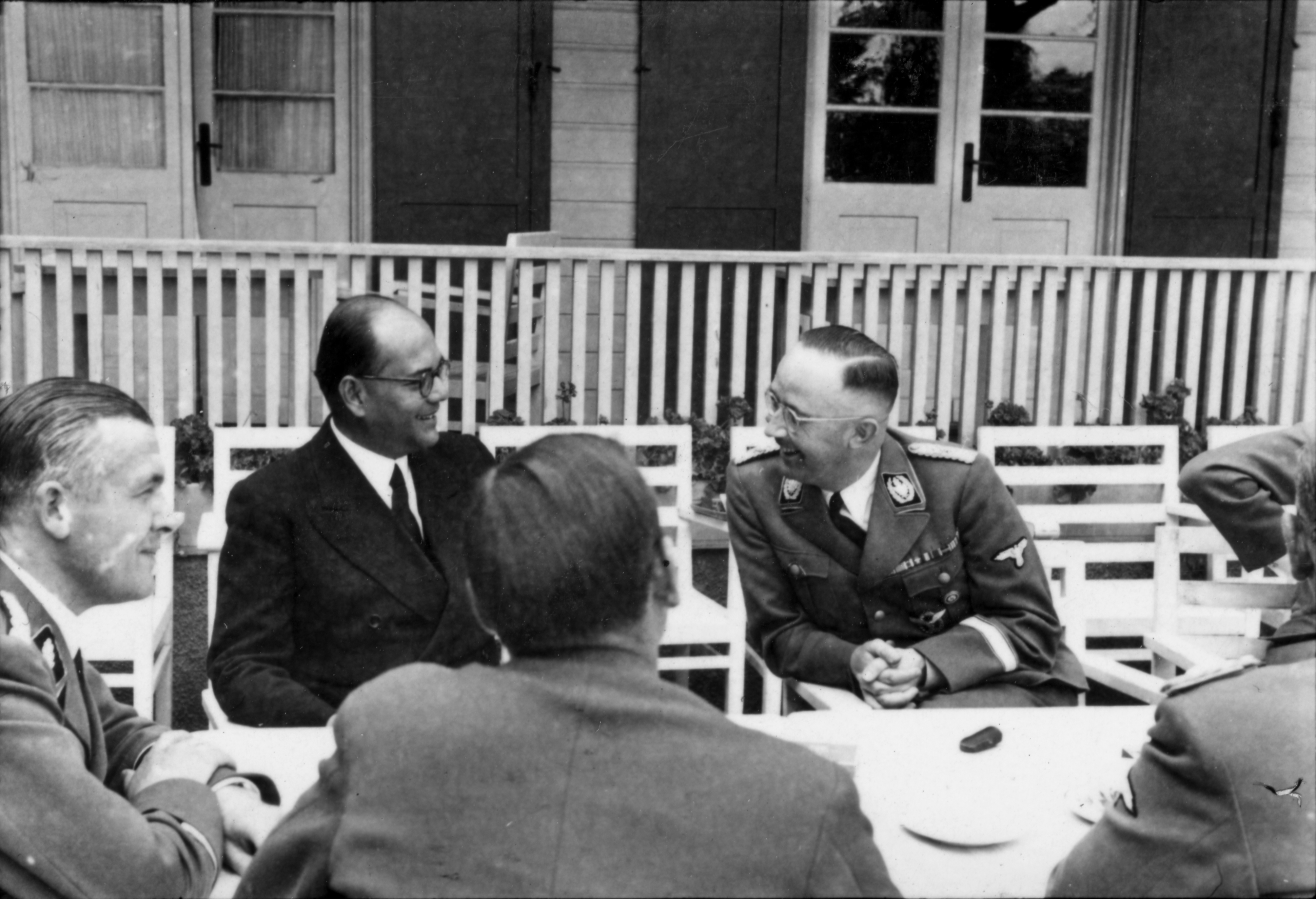
Subhas Chandra Bose (el segundo desde la izquierda) con Heinrich Himmler (derecho), de 1942.

El gobierno británico envió la misión Cripps en 1942 para asegurar con los nacionalistas indios la cooperación en el esfuerzo de guerra a cambio de una promesa de independencia tan pronto como la guerra terminara. Altos funcionarios de Gran Bretaña, sobre todo el primer ministro Winston Churchill, no apoyaron la Misión Cripps y las negociaciones con el Congreso pronto se rompieron.
El Congreso lanzó el movimiento "Quit India" en julio de 1942 para exigir la retirada inmediata de los británicos de la India o promoverían la desobediencia civil en todo el país. El 8 de agosto del Raj detuvo a todos los líderes nacionales, provinciales y locales del Congreso. El país estalló en violentas manifestaciones lideradas por estudiantes y más tarde por los grupos políticos campesinos, especialmente en el este de Provincias Unidas, Bihar, y el oeste Bengala. La gran presencia  del ejército británico aplastó el movimiento en un poco más de seis semanas; a pesar de esto, parte del movimiento formó un gobierno provisional en la frontera con Nepal. En otras partes de la India, el movimiento fue menos espontáneo y la protesta de menor intensidad, sin embargo, se prolongó de forma esporádica en el verano de 1943. No lograron ralentizar el esfuerzo de guerra británico o de reclutamiento para el ejército.
Anteriormente, Subhas Chandra Bose, que había sido líder de la más joven y radical ala del Congreso Nacional de la India a finales de los años 1920 y 1930, había llegado a ser presidente del Congreso, 1938-1939. Sin embargo, fue expulsado del Congreso en 1939 tras diferencias con el alto mando, y posteriormente puesto bajo arresto domiciliario por los británicos antes de escapar de la India, a principios de 1941. volvió a la Alemania nazi y al Japón imperial en busca de ayuda en la obtención de la independencia de la India por la fuerza.
Con el apoyo de Japón, organizó el Ejército Nacional Indio, compuesto en gran parte de los soldados indios del ejército indio británico que había sido capturado por los japoneses en la batalla de Singapur. A medida que la guerra se volvió contra ellos, los japoneses llegaron para apoyar una serie de gobiernos títeres y provisionales en las regiones capturadas, incluyendo aquellos en Birmania, Filipinas y Vietnam, además, el Gobierno Provisional de Azad Hind, presidido por Bose.
El esfuerzo de Bose, sin embargo, fue de corta duración. En 1945 el ejército británico primera detenido y luego invirtió la japonesa T -Go ofensiva, comenzando la parte con éxito de la campaña de Birmania. Ejército Nacional Indio de Bose fue impulsado por la península de Malasia, y se entregó con la recaptura de Singapur. Bose murió poco después de quemaduras de tercer grado recibió después de intentar escapar en un avión japonés sobrecargado que se estrelló en Taiwán, el que muchos indios creen que no ocurrió. Aunque no tuvo éxito Bose, que despertó sentimientos patrióticos en la India.

### 1946: Elecciones, misión del Gabinete, Día de Acción Directa

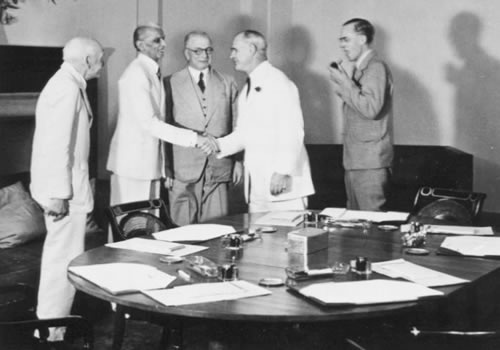
Miembros del Gabinete de 1946 con misión a la India, encontrándose con Muhammad Ali Jinnah. Lejos a la izquierda está Lord Pethick Lawrence; lejos a la derecha está Sir Stafford Cripps.

En enero de 1946, una serie de motines estalló en las fuerzas armadas, empezando por la de los militares de la RAF frustrados con su lenta repatriación a Gran Bretaña.
Los motines llegaron a un punto con el motín de la Real Armada de la India en Bombay en febrero de 1946, seguido de otros en Calcuta, Madras, y Karachi. A pesar de que los motines fueron suprimidos rápidamente, tenían el efecto de estimular el nuevo gobierno laborista en Gran Bretaña a la acción, y que conduce a la misión del gabinete a la India dirigido por la Secretaría de Estado para la India, Señor Pethick Lawrence, e incluyendo Sir Stafford Cripps, quien había visitado cuatro años antes.
También a principios de 1946, se convocaron nuevas elecciones en la India. Más temprano, al final de la guerra en 1945, el gobierno colonial había anunciado el juicio público de los tres oficiales superiores de derrotado Ejército Nacional Indio de Bose, que fue acusado de traición. Ahora bien, como comenzaron los ensayos, la dirección del Congreso, aunque ambivalente hacia el INA, optó por defender los agentes acusados. Las condenas subsiguientes de los oficiales, la protesta pública en contra de las convicciones, y la eventual remisión de las penas, crean la propaganda positiva para el Congreso, que solo ayudó en victorias electorales posteriores del partido en ocho de las once provincias. Las negociaciones entre el Congreso y la Liga Musulmana, sin embargo, tropezaron con el problema de la partición. Jinnah proclamó el 16 de agosto de 1946, Día de Acción Directa, con el objetivo declarado de poner de relieve, con toda tranquilidad, la demanda de una patria musulmana en la India británica. Al día siguiente los disturbios entre hindúes y musulmanes estallaron en Calcuta y se extendió rápidamente a lo largo de la India británica. A pesar de que el Gobierno de la India y el Congreso fueron tanto sacudida por el curso de los acontecimientos, en septiembre, un gobierno interino encabezado por el Congreso se instaló, con Jawaharlal Nehru como primer ministro de la India unida.

### 1947: Planeando la partición

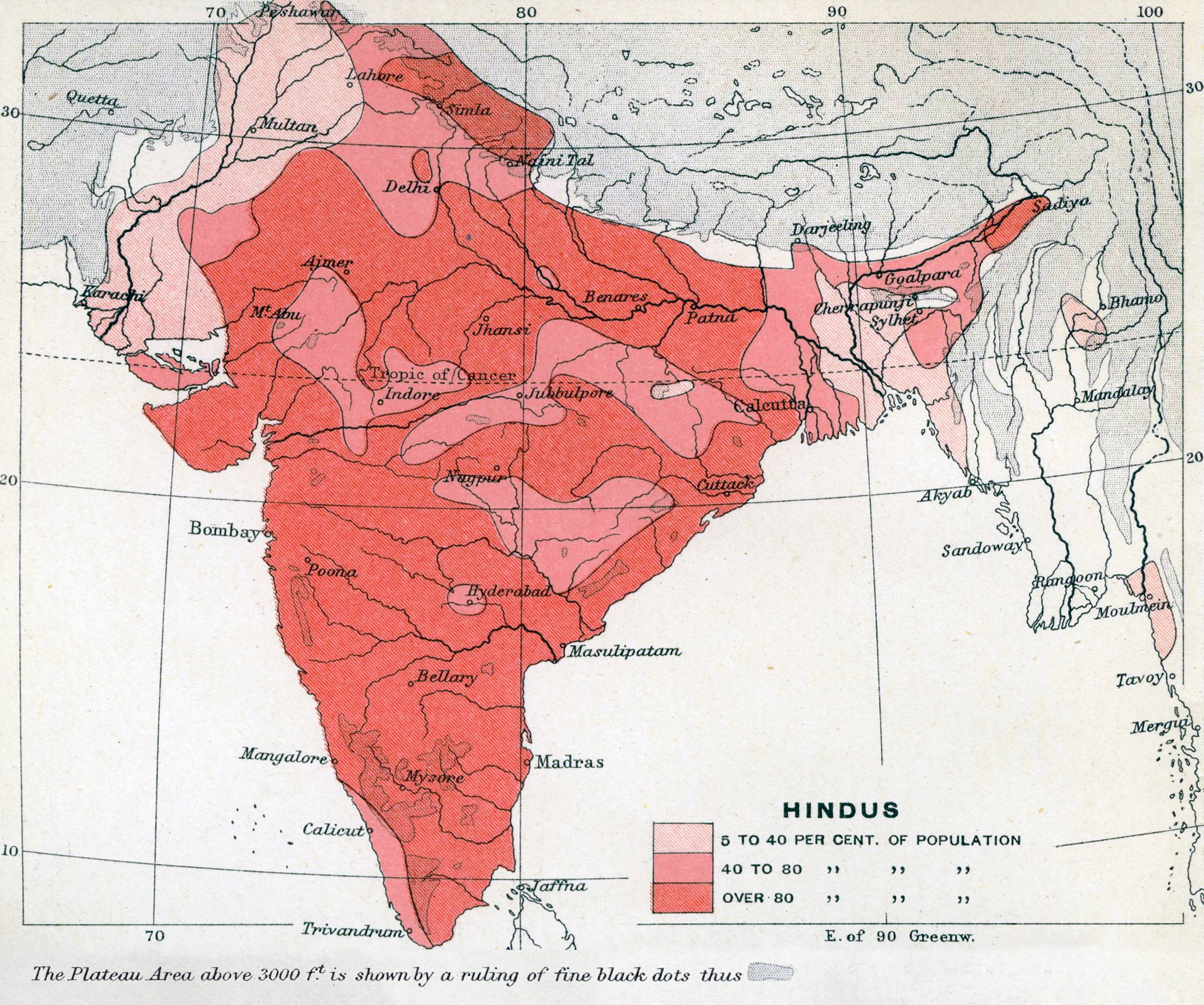
Porcentaje de Hindúes por distrito, Mapa del Imperio británico, 1909.

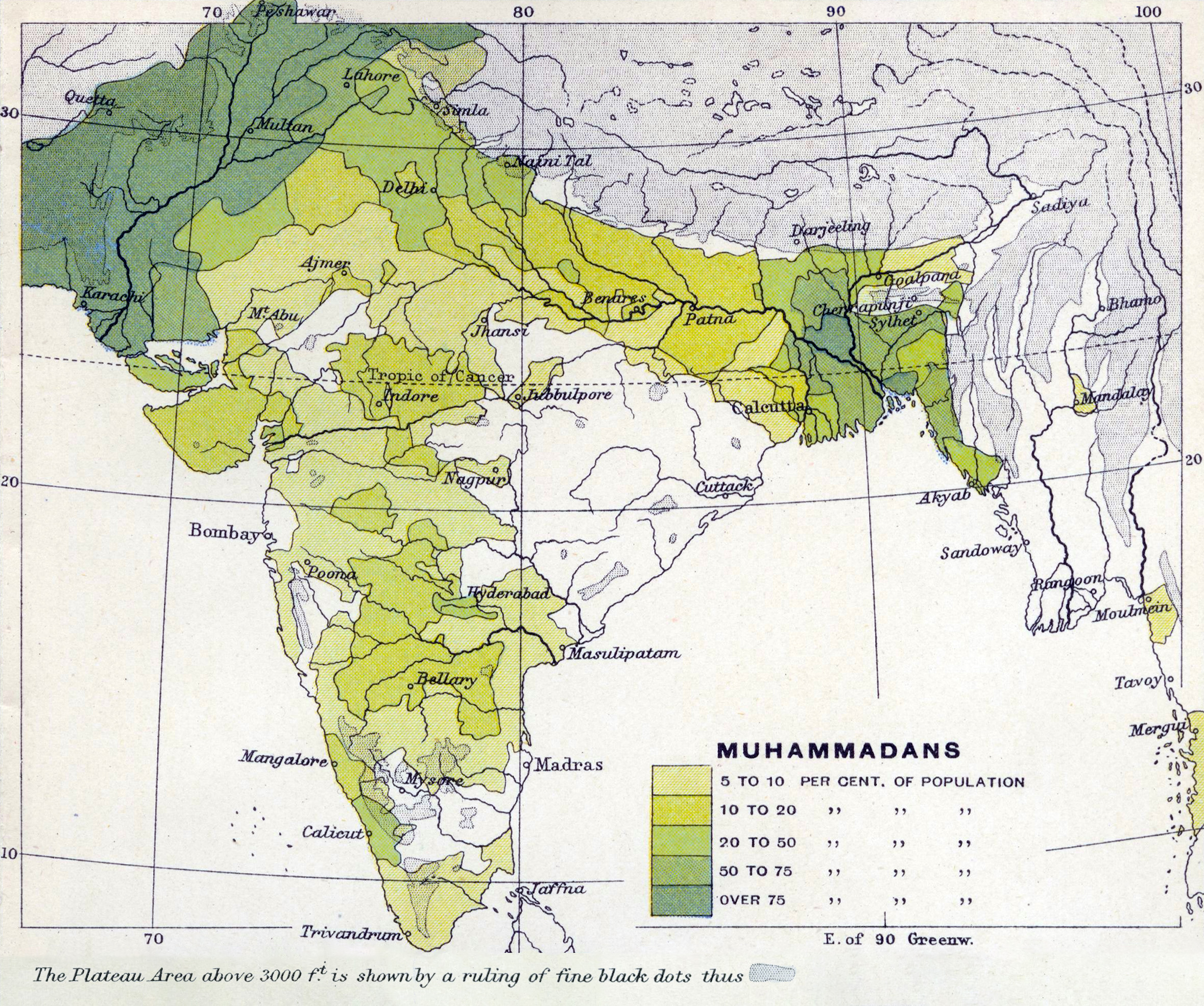
Porcentaje de Musulmanes por distrito. Mapa del Imperio Indo Británico, 1909.

Más tarde ese año, el gobierno británico, agotado por el esfuerzo de la recién concluida Segunda Guerra Mundial, y consciente de que carecía de autoridad en la Gran Bretaña, del apoyo internacional y no tenía confianza en las fuerzas nativas para continuar con el control de una India donde crecía la agitación decidió poner fin a su dominio en India.
A finales de 1945, y el Comandante en Jefe de la India, el general Auckinleck se aconseja que había una amenaza real en 1946 del trastorno antibritánica a gran escala por valor de incluso una bien organizada ascendente con el objetivo de expulsar a los británicos paralizando la administración.
...Estaba claro para Attlee que todo dependía del espíritu y la fiabilidad del Ejército de la India:
"A condición de que cumplan con su deber, la insurrección armada en la India no sería un problema insoluble. Si, sin embargo, el ejército indio era ir a la inversa, la imagen sería muy diferente... Por lo tanto, concluyó Wavell, si el ejército y la policía "fracasaron" Gran Bretaña se vería obligado a ir. En teoría, podría ser posible revivir y revitalizar los servicios, y gobernar durante otros quince a veinte años, pero:
Es un error suponer que la solución radica en tratar de mantener el statu quo. Tenemos ya no son los recursos, ni el prestigio o la confianza necesaria en nosotros mismo. decidió poner fin a la dominación británica de la India, a principios de 1947 y Gran Bretaña anunció su intención de transferir el poder antes de junio de 1948.
A medida que se acercaba la independencia, la violencia entre hindúes y musulmanes en las provincias de Punjab y Bengala continuaba. Con el ejército británico sin preparación para el potencial de aumento de la violencia, el nuevo virrey, Louis Mountbatten, adelantó la fecha para la transferencia del poder, lo que ofrecía menos de seis meses para un plan de común acuerdo por la independencia. En junio de 1947, los líderes nacionalistas, entre ellos Sardar Patel, Nehru y Abul Kalam Azad en nombre del Congreso, Jinnah en representación de la Liga Musulmana, BR Ambedkar representación de la comunidad intocable, y Master Tara Singh en representación de los sijs, acordaron una partición del país a lo largo de líneas religiosas en marcado contraste con las ideas de Gandhi. Las áreas predominantemente hindúes y sij fueron asignadas a la nueva nación de la India y áreas predominantemente musulmanas a la nueva nación de Pakistán; el plan incluía una partición de las provincias de mayoría musulmana de Punjab y Bengala.

### 1947: Violencia, partición e independencia
El 14 de agosto de 1947, el nuevo Dominio de Pakistán (más tarde República Islámica de Pakistán) entró en vigor, cuando Muhammad Ali Jinnah juró como su primer gobernador general en Karachi. Al día siguiente, 15 de agosto de 1947, la India, la Unión de la India, (más tarde República de la India) nació con ceremonias oficiales en Nueva Delhi y Jawaharlal Nehru asumiendo la oficina del primer ministro, y el virrey, Louis Mountbatten, permaneciendo como su primer gobernador general. Desde entonces, todos los 14 de agosto se conmemora el Día de la Independencia de Pakistán y todos los 15 de agosto el Día de la Independencia de la India.
La gran mayoría de los indios se mantuvo en su lugar con independencia, pero en las zonas fronterizas millones de personas (musulmanes, sijs, hindúes) fueron reubicadas a lo largo de las fronteras recién elaboradas. En el Punjab, donde las nuevas líneas fronterizas dividen las regiones sij por la mitad, hubo mucho derramamiento de sangre; en Bengala y Bihar, donde la presencia de Gandhi había aplacado los ánimos comunales, la violencia fue más limitada. En total, entre 250.000 y 500.000 personas en ambos lados de las nuevas fronteras, entre las dos poblaciones de refugiados y residentes de las tres religiones, murieron en la violencia.
Otras estimaciones del número de muertes son tan altas como 1.500.000.

## Impacto ideológico
Desde que la India ha mantenido tales instituciones británicas centrales como los gobiernos parlamentarios, de una sola persona, un voto, y el estado de derecho a través de los tribunales no partidistas. Se conservó algunos de los arreglos institucionales del Raj, tales como la administración del distrito, las universidades y las bolsas de valores. Un cambio importante fue el rechazo de los estados principescos separados. Metcalf muestra que a lo largo de dos siglos, los intelectuales británicos y especialistas indios hicieron la más alta prioridad lograr la paz, la unidad y el buen gobierno de la India.
Se ofrecieron muchos métodos que compiten para llegar a la meta. Por ejemplo, Cornwallis recomienda girar el bengalí Zamindar en la clase de terratenientes ingleses que controlaba los asuntos locales en Inglaterra. Munro propuso tratar directamente con los campesinos. Sir William Jones y los orientalistas promovidos sánscrito, mientras que Macaulay promovió el idioma inglés.  Zinkin sostiene que en el largo plazo, lo que más importa sobre el legado del Raj es las ideologías políticas británicas que los indios se hizo cargo después de 1947, especialmente la creencia en la unidad, la democracia, el estado de derecho y una cierta igualdad más allá de la casta y credo. Zinkin ve esto no solo en el partido del Congreso, sino también entre nacionalistas hindúes en el Bharatiya Janata Party, que hace hincapié específicamente tradiciones hindúes.

## Hambrunas, las epidemias, la salud pública
Según Angus Maddison, "Los británicos contribuyó a la salud pública mediante la introducción de la vacunación contra la viruela, el establecimiento de la medicina occidental y la formación de los médicos modernos, al matar las ratas, y el establecimiento de procedimientos de cuarentena. Como resultado, la tasa de mortalidad se redujo y la población de la India creció en 1947 a veces más de dos años y a- mitad de su tamaño en 1757".

crecimiento de la población se agravó la difícil situación del campesinado. Como resultado de la paz y la mejora del saneamiento y la salu, la población india se elevó de tal vez 100 millones en 1700 a 300 millones en 1920. Mientras que el fomento de la productividad agrícola, los británicos también proporcionó incentivos económicos a tener más hijos para ayudar en los campos. A pesar de un aumento de población similar ocurrió en Europa, al mismo tiempo, el creciente número podrían ser absorbidos por la industrialización o la emigración a las Américas y Australia. India disfrutó de una revolución industrial ni tampoco un aumento en el cultivo de alimentos. Por otra parte, los propietarios de la India tenían una participación en el sistema de cultivos comerciales y desalienta la innovación. Como resultado, las cifras de población superaron con creces la cantidad de alimentos y tierras disponibles, la creación de la pobreza extrema y el hambre generalizada.
20x20x

Durante el Raj Británico, la India experimentó algunas de las peores hambrunas jamás registrados, incluyendo la gran hambruna de 1876-1878, en la que 6,1 millones a 10,3 millones de personas murieron y la hambruna indio de 1899-1900, en la que 1,25 a 10 millones de personas murieron. Investigaciones recientes, incluyendo el trabajo de Mike Davis y Amartya Sen, argumentan que las hambrunas en la India se hicieron política británica más grave en la India. El evento El Niño causado la hambruna de 1876-1878 india.
Después de haber sido criticado por el alivio de esfuerzo fallido mal durante la hambruna de Orissa de 1866, Las autoridades británicas comenzaron a discutir la política de hambre al poco tiempo, ya principios de 1868 Sir William Muir, teniente - gobernador de las provincias noroccidentales, emitió una orden declarando que famosa:

"... Distrito cada oficial se llevará a cabo personalmente responsable de que las muertes no se produjeron de hambre que podría haber sido evitado por cualquier esfuerzo o la disposición de su parte o la de sus subordinados".

La primera pandemia de cólera comenzó en Bengala, luego se extendió por toda la India 1820. Diez mil soldados británicos y un sinnúmero de indios murieron durante la pandemia Muertes estimadas en la India entre 1817 y 1860 superaron los 15 millones. Otro 23 millones de personas murieron entre 1865 y 1917. La tercera pandemia de la peste comenzó en China a mediados del siglo XIX, la propagación de enfermedades a todos los continentes habitados y mató a 10 millones de personas solo en la India. Waldemar Haffkine, que trabajó principalmente en la India, se convirtió en el primer microbiólogo para desarrollar y desplegar las vacunas contra el cólera y la peste bubónica. En 1925 el Laboratorio de Peste en Bombay pasó a denominarse Instituto Haffkine.
Fiebres catalogada como una de las principales causas de muerte en la India en el siglo XIX. El británico Sir Ronald Ross, que trabaja en el Hospital General de Presidencia en Calcuta, finalmente, en 1898 demostraron que los mosquitos transmiten la malaria, mientras trabajaba en el Deccan en Secunderabad, donde el Centro de Enfermedades Tropicales y Transmisibles ahora se nombra en su honor.
En 1881, alrededor de 120.000 pacientes de lepra existían en la India. El gobierno central aprobó la Ley de leprosos de 1898, que proporcionó disposición legal para el confinamiento forzoso de los enfermos de lepra en la India. Bajo la dirección de Mountstuart Elphinstone se puso en marcha un programa para propagar vacunación contra la viruela. La vacunación masiva en la India dio lugar a una importante disminución de la mortalidad de la viruela a finales del siglo XIX.  En 1849, casi el 13 % de todas las muertes se debieron a Calcuta la viruela. En 1860, Grant Medical College se convirtió en una de las cuatro universidades reconocidas para los cursos de enseñanzas conducentes a grados (junto Elphinstone College, Deccan College y la universidad de leyes, Mumbai).
La esperanza de vida de los indios descendió de 26,7 años en 1880 a 21,9 años en 1910.

## Provincias de la India británica
En el momento de la independencia, la India británica consistía en las siguientes provincias:
- Ajmer-Merwara-Kekri
- Andamán y Nicobar
- Assam
- Baluchistán
- Bengala
- Bihar
- Bombay
- Provincicas Centrales y Berar
- Delhi
- Madras
- Frontera del Noroeste
- Panth-Piploda
- Orissa
- Punyab británico
- Sindh
- Provincias Unidas (Agra y Oudh)

### General
- Allan, J., T. Wolseley Haig, H. H. Dodwell. The Cambridge Shorter History of India (1934) 996pp online; at Google
- Bandhu, Deep Chand. History of Indian National Congress (2003) 405pp
- Bandyopadhyay, Sekhar (2004), From Plassey to Partition: A History of Modern India, New Delhi and London: Orient Longmans. Pp. xx, 548., ISBN 978-81-250-2596-2..
- Bayly, C. A. (1990), Indian Society and the Making of the British Empire (The New Cambridge History of India), Cambridge and London: Cambridge University Press. Pp. 248, ISBN 978-0-521-38650-0..
- Brown, Judith M. (1994), Modern India: The Origins of an Asian Democracy, Oxford University Press. Pp. xiii, 474, ISBN 978-0-19-873113-9..
- Bose, Sugata; Jalal, Ayesha (2003), Modern South Asia: History, Culture, Political Economy, Routledge, ISBN 978-0-415-30787-1.
- Copland, Ian (2001), India 1885–1947: The Unmaking of an Empire (Seminar Studies in History Series), Harlow and London: Pearson Longmans. Pp. 160, ISBN 978-0-582-38173-5.
- Coupland, Reginald. India: A Re-Statement (Oxford University Press, 1945), evaluation of the Raj, emphasising government. online edition
- Dodwell H. H., ed. The Cambridge History of India. Volume 6:  The Indian Empire 1858–1918. With Chapters on the Development of Administration 1818–1858 (1932) 660pp online edition; also published as vol 5 of the Cambridge History of the British Empire
- James, Lawrence. Raj: The Making and Unmaking of British India (2000)
- Judd, Dennis (2004), The Lion and the Tiger: The Rise and Fall of the British Raj, 1600–1947, Oxford and New York: Oxford University Press. Pp. xiii, 280, ISBN 978-0-19-280358-0..
- Kumar, Dharma, and Meghnad Desai, eds. The Cambridge Economic History of India, Volume 2: c. 1757–2003 (2010), 1114pp; articles by scholars ISBN 978-81-250-2731-7
- Louis, William Roger, and Judith M. Brown, eds. The Oxford History of the British Empire (5 vol 1999–2001), with numerous articles on the Raj
- Ludden, David. India And South Asia: A Short History (2002)
- Majumdar, Ramesh Chandra; Raychaudhuri, Hemchandra; Datta, Kalikinkar (1950), An advanced history of India.
- Metcalf, Barbara (2006), A Concise History of Modern India (Cambridge Concise Histories), Cambridge and New York: Cambridge University Press. Pp. xxxiii, 372, ISBN 978-0-521-68225-1.
- Mansingh, Surjit The A to Z of India (2010), a concise historical encyclopaedia
- Marshall, P. J. (2001), The Cambridge Illustrated History of the British Empire, 400 pp., Cambridge and London: Cambridge University Press., ISBN 978-0-521-00254-7..
- Markovits, Claude (ed) (2005), A History of Modern India 1480–1950 (Anthem South Asian Studies), Anthem Press. Pp. 607, ISBN 978-1-84331-152-2..
- Moon, Penderel. The British Conquest and Dominion of India (2 vol. 1989) 1235pp; the fullest scholarly history of political and military events from a British top-down perspective;
- Peers, Douglas M. (2006), India under Colonial Rule 1700–1885, Harlow and London: Pearson Longmans. Pp. xvi, 163, ISBN 0-582-31738-X..
- Riddick, John F. The history of British India: a chronology (2006) excerpt and text search, covers 1599–1947
- Riddick, John F. Who Was Who in British India  (1998), covers 1599–1947
- Sarkar, Sumit. Modern India, 1885–1947 (2002)
- Smith, Vincent A. (1958) The Oxford History of India (3rd ed.) the Raj section was written by Percival Spear
- Spear, Percival (1990), A History of India, Volume 2, New Delhi and London: Penguin Books. Pp. 298, ISBN 978-0-14-013836-8.. online edition
- Stein, Burton (2001), A History of India, New Delhi and Oxford: Oxford University Press. Pp. xiv, 432, ISBN 978-0-19-565446-2..
- Thompson, Edward, and G.T. Garratt. Rise and Fulfilment of British Rule in India (1934) 690 pages; scholarly survey, 1599–1933 excerpt and text search
- Wolpert, Stanley (2003), A New History of India, Oxford and New York: Oxford University Press. Pp. 544, ISBN 978-0-19-516678-1..
- Wolpert, Stanley, ed. Encyclopedia of India (4 vol. 2005) comprehensive coverage by scholars

### Temas Especializados
- Baker, David, Colonialism in an Indian Hinterland: The Central Provinces, 1820–1920, Delhi and Oxford: Oxford University Press. Pp. xiii, 374, ISBN 978-0-19-563049-7, JSTOR 2059781.
- Bayly, C. A. (2000), Empire and Information: Intelligence Gathering and Social Communication in India, 1780–1870 (Cambridge Studies in Indian History and Society), Cambridge and London: Cambridge University Press. Pp. 426, ISBN 978-0-521-66360-1.
- Bayly, Christopher; Harper, Timothy (2007), Forgotten Wars: Freedom and Revolution in Southeast Asia, Harvard University Press, ISBN 978-0-674-02153-2, consultado el 21 de septiembre de 2013.
- Bayly, Christopher; Harper, Timothy (2005), Forgotten Armies: The Fall of British Asia, 1941–1945, Harvard University Press, ISBN 978-0-674-01748-1, consultado el 22 de septiembre de 2013.
- Brown, Judith M. Gandhi: Prisoner of Hope (1991), scholarly biography
- Brown, Judith M.; Louis, Wm. Roger, eds. (2001), Oxford History of the British Empire: The Twentieth Century, Oxford University Press. Pp. 800, ISBN 978-0-19-924679-3.
- Carrington, Michael. Officers, Gentlemen, and Murderers: Lord Curzon's campaign against "collisions" between Indians and Europeans, 1899 –1905, Modern Asian Studies / Volume 47 / Issue 03 / May 2013, pp. 780 – 819.
- Chandavarkar, Rajnarayan (1998), Imperial Power and Popular Politics: Class, Resistance and the State in India, 1850–1950, (Cambridge Studies in Indian History & Society). Cambridge University Press. Pp. 400, ISBN 978-0-521-59692-3..
- Chatterji, Joya (1993), Bengal Divided: Hindu Communalism and Partition, 1932–1947, Cambridge University Press. Pp. 323, ISBN 978-0-521-52328-8..
- Copland, Ian (2002), Princes of India in the Endgame of Empire, 1917–1947, (Cambridge Studies in Indian History & Society). Cambridge University Press. Pp. 316, ISBN 978-0-521-89436-4..
- Manmath Nath Das (1964). India under Morley and Minto: politics behind revolution, repression and reforms. G. Allen and Unwin.
- Dewey, Clive. Anglo-Indian Attitudes: The Mind of the Indian Civil Service (2003)
- Ewing, Ann. "Administering India: The Indian Civil Service", History Today, June 1982, 32#6 pp. 43–48, covers 1858–1947
- Gilmartin, David. 1988. Empire and Islam: Punjab and the Making of Pakistan. University of California Press. 258 pages. ISBN 978-0-520-06249-8.
- Gilmour, David. The Ruling Caste: Imperial Lives in the Victorian Raj (2007) Excerpt and text search
- Gilmour, David.  Curzon: Imperial Statesman (2006) excerpt and text search
- Gopal, Sarvepalli (1 de enero de 1976). Jawaharlal Nehru: A Biography. Harvard U. Press. ISBN 978-0-674-47310-2. Consultado el 21 de febrero de 2012.
- Sarvepalli Gopal (1953). The viceroyalty of Lord Ripon, 1880–1884. Oxford U. Press. Consultado el 21 de febrero de 2012.
- Gould, William (2004), Hindu Nationalism and the Language of Politics in Late Colonial India, Cambridge U.  Press. Pp. 320..
- Gopal, Sarvepalli. British Policy in India 1858–1905 (2008)
- Gopal, Sarvepalli. Viceroyalty of Lord Irwin 1926–1931 (1957)
- Jalal, Ayesha (1993), The Sole Spokesman: Jinnah, the Muslim League and the Demand for Pakistan, Cambridge U. Press, 334 pages..
- Kaminsky, Arnold P. The India Office, 1880–1910 (1986), focus on officials in London
- Khan, Yasmin (2007), The Great Partition: The Making of India and Pakistan, Yale U. Press, 250 pages, ISBN 978-0-300-12078-3.
- Klein, Ira (2000), «Materialism, Mutiny and Modernization in British India», Modern Asian Studies 34 (3): 545-580.
- Kumar, Deepak. Science and the Raj: A Study of British India (2006)
- Low, D. A. (2002), Britain and Indian Nationalism: The Imprint of Ambiguity 1929–1942, Cambridge University Press. Pp. 374, ISBN 978-0-521-89261-2..
- Lipsett, Chaldwell. Lord Curzon in India 1898–1903 (1903)
- MacMillan, Margaret. Women of the Raj: The Mothers, Wives, and Daughters of the British Empire in India (2007)
- Metcalf, Thomas R. (1991), The Aftermath of Revolt: India, 1857–1870, Riverdale Co. Pub. Pp. 352, ISBN 978-81-85054-99-5.
- Metcalf, Thomas R. (1997), Ideologies of the Raj, Cambridge University Press, Pp. 256, ISBN 978-0-521-58937-6.
- Moore, Robin J.  "Imperial India, 1858–1914", in Porter, ed. Oxford History of the British Empire: The Nineteenth Century,  (2001a), pp. 422–446
- Moore, Robin J.  "India in the 1940s", in Robin Winks, ed. Oxford History of the British Empire: Historiography, (2001b), pp. 231–242
- Porter, Andrew, ed. (2001), Oxford History of the British Empire: Nineteenth Century, Oxford University Press. Pp. 800, ISBN 978-0-19-924678-6.
- Masood Ashraf Raja. Constructing Pakistan: Foundational Texts and the Rise of Muslim National Identity, 1857–1947, Oxford 2010, ISBN 978-0-19-547811-2
- Ramusack, Barbara (2004), The Indian Princes and their States (The New Cambridge History of India), Cambridge University Press. Pp. 324, ISBN 978-0-521-03989-5.
- Read, Anthony, and David Fisher; The Proudest Day: India's Long Road to Independence (W. W. Norton, 1999) online edition Archivado el 27 de junio de 2008 en Wayback Machine.; detailed scholarly history of 1940–47
- Venkataramani, M. S.; Shrivastava, B. K. Quit India: The American Response to the
- Shaikh, Farzana (1989), Community and Consensus in Islam: Muslim Representation in Colonial India, 1860—1947, Cambridge University Press. Pp. 272., ISBN 978-0-521-36328-0..
- Talbot, Ian; Singh, Gurharpal, eds. (1999), Region and Partition: Bengal, Punjab and the Partition of the Subcontinent, Oxford University Press. Pp. 420, ISBN 978-0-19-579051-1..
- Thatcher, Mary. Respected Memsahibs: an Anthology (Hardinge Simpole, 2008)
- Tinker, Hugh (1968), "India in the First World War and after" Journal of Contemporary History, Vol. 3, No. 4, 1918–19: From War to Peace. (Oct. 1968), pp. 89–107, ISSN 0022-0094..
- Voigt, Johannes. India in The Second World War (1988)
- Wainwright, A. Martin (1993), Inheritance of Empire: Britain, India, and the Balance of Power in Asia, 1938–55, Praeger Publishers. Pp. xvi, 256, ISBN 978-0-275-94733-0..
- Wolpert, Stanley A. Jinnah of Pakistan  (2005)
- Wolpert, Stanley (2007), «India: British Imperial Power 1858–1947 (Indian nationalism and the British response, 1885–1920; Prelude to Independence, 1920–1947)», Encyclopædia Britannica..
- Wolpert, Stanley A.  Tilak and Gokhale: revolution and reform in the making of modern India (1962) full text online

### Historia Económica
- Anstey, Vera. The economic development of India (4th ed. 1952), 677pp; thorough scholarly coverage; focus on 20th century down to 1939
- Chaudhary, Latika, et al. eds. A New Economic History of Colonial India (2015)
- Derbyshire, I. D. (1987), «Economic Change and the Railways in North India, 1860–1914», Population Studies 21 (3): 521-545, JSTOR 312641, doi:10.1017/s0026749x00009197.
- Dutt, Romesh C. The Economic History of India under early British Rule, first published 1902, 2001 edition by Routledge, ISBN 978-0-415-24493-0
- Kumar, Dharma, ed. Cambridge Economic History of India: Vol. 2, 1757-2003 (2nd ed. 2005); 1150pp; comprehensive coverage by international scholars
- Lockwood, David. The Indian Bourgeoisie: A Political History of the Indian Capitalist Class in the Early Twentieth Century (I.B. Tauris, 2012) 315 pages;  focus on Indian entrepreneurs who benefited from the Raj, but ultimately sided with the Indian National Congress.
- Roy, Tirthankar (2002), «Economic History and Modern India: Redefining the Link», The Journal of Economic Perspectives 16 (3): 109-130, JSTOR 3216953, doi:10.1257/089533002760278749.
- Simmons, Colin (1985), «'De-Industrialization', Industrialization and the Indian Economy, c. 1850–1947», Modern Asian Studies 19 (3): 593-622, JSTOR 312453, doi:10.1017/s0026749x00007745.
- Tirthankar, Roy.  "Financing the Raj: the City of London and colonial India 1858–1940." Business History 56#6 (2014): 1024-1026.
- Tomlinson, B. R. The Economy of Modern India, 1860–1970 (The New Cambridge History of India) (1996)
- Tomlinson, B. H. "India and the British Empire, 1880–1935", Indian Economic and Social History Review, (Oct 1975), 12#4 pp. 337–380

### Historiografía y memoria
- Ellis, Catriona. "Education for All: Reassessing the Historiography of Education in Colonial India." History Compass (2009) 7#2 pp 363-375
- Gilmartin, David. "The Historiography of India's Partition: Between Civilization and Modernity." The Journal of Asian Studies 74.01 (2015): 23-41.
- Major, Andrea. "Tall tales and true: India, historiography and British imperial imaginings." Contemporary South Asia 19#3 (2011): 331-332.
- Mantena, Rama Sundari. The Origins of Modern Historiography in India: Antiquarianism and Philology (2012)
- Moor-Gilbert, Bart. Writing India, 1757–1990: The Literature of British India (1996) on fiction written in English
- Mukherjee, Soumyen. "Origins of Indian Nationalism: Some Questions on the Historiography of Modern India." Sydney Studies in Society and Culture 13 (2014). en línea
- Parkash, Jai. "Major trends of historiography of revolutionary movement in India-Phase II." (PhD dissertation, Maharshi Dayanand University, 2013). en línea
- Philips, Cyril H. ed.  Historians of India, Pakistan and Ceylon (1961), reviews the older scholarship
- Singh, Amarjit. "Muslim Communal Politics and Partition of India: Imperialist and Cambridge Historiography." European Scientific Journal 9#19 (2013). en línea
- Stern, Philip J (2009). «History and Historiography of the English East India Company: Past, Present, and Future». History Compass 7 (4): 1146-1180. doi:10.1111/j.1478-0542.2009.00617.x.
- Whitehead, Clive. "The historiography of British imperial education policy, Part I: India." History of Education 34#3 (2005): 315-329.
- Winks, Robin, ed. Historiography (1999) vol. 5 in William Roger Louis, eds. The Oxford History of the British Empire, chapters 11-15,  en línea
- Winks, Robin W. The Historiography of the British Empire-Commonwealth: Trends, Interpretations and Resources (1966); this book is by a different set of authors from the previous 1999 entry  en línea
- Young, Richard Fox, ed., Indian Christian Historiography from Below, from Above, and in Between India and the Indianness of Christianity: Essays on Understanding—Historical, Theological, and Bibliographical—in Honor of Robert Eric Frykenberg (2009)

### Diccionarios geográficos, estadísticas y fuentes primarias
- Keith, Arthur Berriedale (1912). Responsible government in the dominions. The Clarendon press., major primary source
- Indian Year-book for 1862: A review of social, intellectual, and religious progress in India and Ceylon (1863), ed. by John Murdoch online edition 1861 edition
- The Year-book of the Imperial Institute of the United Kingdom, the colonies and India: a statistical record of the resources and trade of the colonial and Indian possessions of the British Empire (2nd. ed. 1893) India, pp. 375–462 online edition
- The Imperial Gazetteer of India (26 vol, 1908–31), highly detailed description of all of India in 1901. online edition
- Statistical abstract relating to British India, from 1895–96 to 1904–05 (London, 1906) full text online,
- The Cyclopedia of India: biographical, historical, administrative, commercial (1908) complete text online, business history, biographies, illustrations
- The Indian year book: 1914 (1914) snippets